# Art
|  | Per a altres significats, vegeu «Art (desambiguació)». |

L'art és el procés o el producte deliberat de l'organització dels elements en una forma que apel·la els sentits i les emocions. Abasta una àmplia gamma d'activitats humanes, de creacions i de maneres d'expressar-se, de camps com la música, la fotografia, la literatura, la dansa, el cinema, l'escultura i la pintura. El significat de l'art és explorat dins l'estètica, una branca de la filosofia. Es creu que per als primers éssers humans l'art va tenir una funció ritual, màgica, religiosa; aquesta funció, però, va evolucionar adquirint un component estètic i una funció social, pedagògica, mercantil o simplement ornamental.
Tradicionalment, el concepte d'art va ser utilitzat per referir-se a qualsevol habilitat o mestratge. Aquesta concepció va canviar durant el període romàntic, quan l'art va arribar a ser vist com «una facultat especial de la ment humana per ser classificat al costat de la religió i la ciència».
L'art s'estudia des de diverses disciplines. L'art, entès com a manifestació de l'activitat humana, és susceptible de ser estudiat i analitzat, entre d'altres, des de la perspectiva filosòfica —per exemple, com el raonament de l'ésser humà interpreta els estímuls sensorials que rep—, psicològica —els diversos processos mentals i culturals que es troben en la seva gènesi—, o sociològica —l'art com a producte de la societat humana i analitzant els diversos components socials. La més difosa, però, és la perspectiva històrica que s'estudia des de la història de l'art.
La naturalesa de l'art ha estat descrita per Richard Wollheim com «un dels més difícils dels problemes tradicionals de la cultura humana». S'ha definit com un vehicle per a l'expressió o la comunicació d'emocions i idees, un mitjà per explorar elements formals i com a mimesi o representació. Lleó Tolstoi identificava l'art com un ús de mitjans indirectes perquè una persona es comuniqués amb una altra. Benedetto Croce i Robin George Collingwood defensen la visió idealista que l'art expressa emocions i que l'obra d'art, essencialment, existeix en la ment del creador. La teoria de l'art com a forma té les seves arrels en la filosofia d'Immanuel Kant i va ser desenvolupada durant el segle xx per Roger Eliot Fry i Clive Bell. L'art com a mimesi o representació té profundes arrels en la filosofia d'Aristòtil. Més recentment, els pensadors influïts per Martin Heidegger han interpretat l'art com el mitjà pel qual una comunitat desenvolupa per si mateixa un mitjà per a l'expressió i la interpretació.

## Art i belles arts

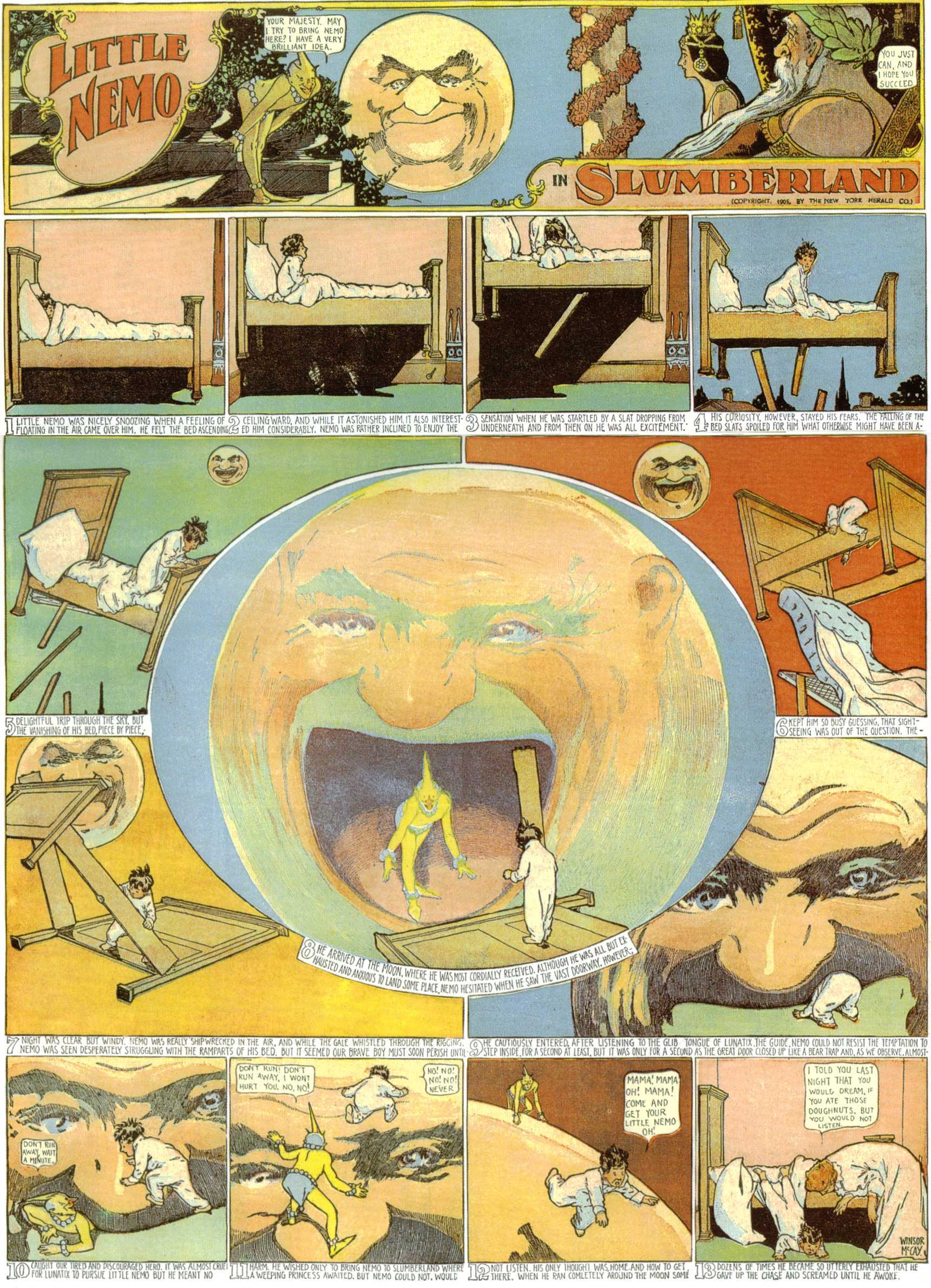
El còmic ha estat una de les últimes incorporacions a la categoria de belles arts com, per exemple, Little Nemo in Slumberland, el primer gran clàssic del còmic publicat el 1905.

L'art, segons principis estètics, és l'aplicació de l'habilitat i del gust a la producció d'una obra. El concepte d'art va associat al concepte d'obra d'art. Des d'una altra perspectiva, l'art és l'acte o la facultat mitjançant la qual l'ésser humà imita o expressa i crea, copiant o fantasiejant, allò que és material o immaterial, fent servir la matèria, la imatge, el so, l'expressió corporal, o, simplement, incitant la imaginació d'altre.
D'altra banda, en un sentit més general, l'art és el conjunt de les belles arts o cadascuna d'elles, que en són sis: l'arquitectura, l'escultura, la pintura, la música, la dansa i la poesia. Del conjunt, l'arquitectura, l'escultura i la pintura constitueixen el grup de les arts plàstiques. Aquesta llista s'ha anat ampliant i s'han acceptat, també, les següents arts: el setè art, el cinema, el vuitè, la fotografia, i el novè, el còmic. Alguns crítics i historiadors afegeixen altres arts a la llista, com són la televisió, el teatre, la moda, la publicitat, l'animació i els videojocs. Així i tot, ara com ara, si bé hi ha consens en els altres nou citats, existeix encara una certa discrepància sobre quin seria el «desè art».
La indefinició de l'art consisteix en la seva reducció a determinades categories, com a imitació, com a recreació o expressió. L'art és un concepte global, que inclou totes aquestes formulacions i moltes més; un concepte en evolució i obert a noves interpretacions, que no es pot fixar de forma convencional, sinó que ha d'unir tots els intents d'expressar-ho i formular-ho, essent una síntesi àmplia i subjectiva de tots ells. Tatarkiewicz afirma que l'art és una activitat humana conscient capaç de reproduir coses, construir formes, o expressar una experiència, si el producte d'aquesta reproducció, construcció o expressió pot delectar, emocionar o produir un xoc.
La definició i l'avaluació de l'art ha arribat a ser especialment problemàtica amb les innovacions introduïdes a partir del segle xx. Richard Wollheim distingeix tres enfocaments:
- el realista, en el qual la qualitat estètica pot ser un valor absolut independent de qualsevol punt de vista humà;
- l'objectiu, que considera que tot i que la qualitat estètica és un valor absolut, també depèn de l'experiència humana;
- el relativista, segons el qual la qualitat estètica no és un valor absolut, sinó que depèn i varia amb l'experiència humana d'acord amb la diversitat dels éssers humans.

Un objecte pot estar caracteritzat per les intencions del seu creador o per l'absència d'elles, independentment del seu propòsit. Una tassa, que aparentment pot ser usada com un recipient, pot ser considerada una obra d'art si exclusivament és un adorn, mentre que un quadre també pot ser considerat art si es fabrica en sèrie.

## Origen i concepte

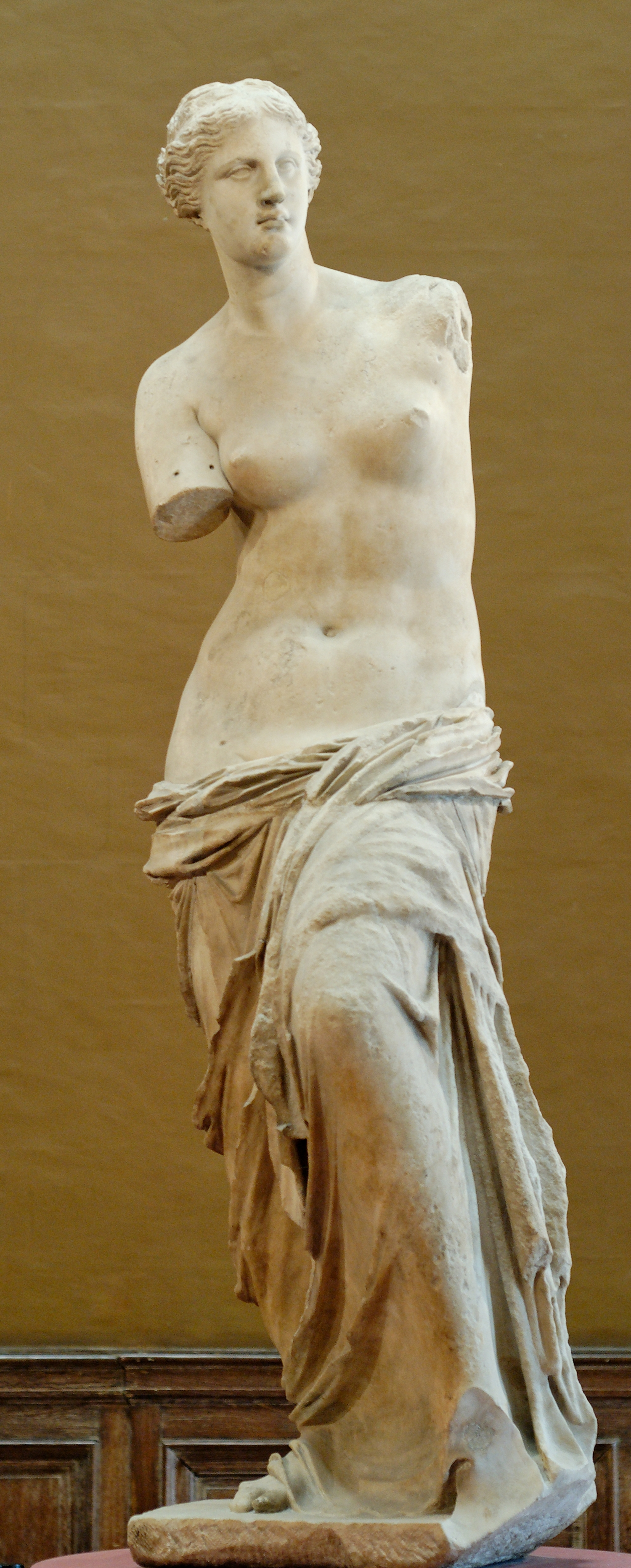
Venus de Milo, un exemple de la bellesa clàssica

La paraula art ve del llatí ars que significava ofici, coneixement tècnic o habilitat en la realització d'una tasca tant manual com intel·lectual. Ars era la traducció llatina del terme grec tecné que ha evolucionat tot restringint el seu significat en el sentit de tècnica.
Aristòtil, per exemple, va definir l'art com aquella «permanent actitud de produir coses d'un mode racional», i Quintilià va establir que era allò «que està basat en un mètode i un ordre» (via et ordine). Plató, al Protàgores, va parlar de l'art, i el considerava com la capacitat de fer coses mitjançant la intel·ligència, a través d'un aprenentatge. Per a Plató, l'art té un sentit general, i és la capacitat creadora de l'ésser humà.
El concepte d'art és occidental i ha evolucionat adoptant diferents significats segons l'època i la concepció filosòfica. A Occident s'ha dictaminat què era i què no era susceptible de ser anomenat art. Allò que en un moment ha estat considerat com a bàrbar, en el sentit d'aliè i no civilitzat, després ha entrat a les vitrines dels museus, sobretot a partir del segle xix. Amb freqüència, Occident ha modificat la utilitat dels productes que ha considerat artístics. Els museus descontextualitzen aquestes «obres d'art», no només pel que fa a les obres que s'havien considerat exòtiques, com una màscara de l'Àfrica subsahariana, sinó en obres properes com els murals d'esglésies romàniques que hi ha als museus moderns. Objectes que anteriorment tenien una funció ritual, mística o religiosa passen a ser objectes analitzats, estudiats o admirats. Sovint, és la mateixa descontextualització la que permet veure l'objecte com a artístic.
A la França del segle xviii, l'aparició del «saló» comporta un fenomen que esdevindrà imparable: l'obra d'art queda desvinculada dels mecenes tradicionals, l'aristocràcia i l'església; cada cop més serà l'artista qui decideixi el contingut i la forma de les seves creacions. En aquella època es van escriure tres llibres que es consideren els fundacionals de les tres disciplines que disposen per objecte d'estudi l'art:
- Johann Joachim Winckelmann, Història de l'art a l'antiguitat (1764), pel que fa a la història de l'art.
- Denis Diderot, Salons (1759-1781), pel que fa a la crítica de l'art.
- Alexander Baumgarten, Estètica (1750-1758), pel que fa a l'estètica.

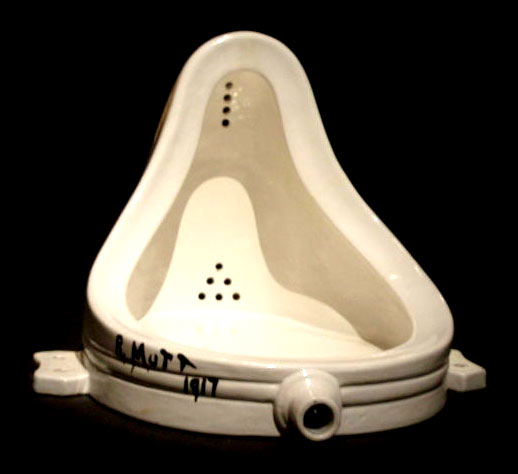
Font, de Marcel Duchamp. El suposa abandonar el concepte de bellesa clàssica, per aconseguir un efecte més gran a partir del diàleg entre artista i espectador.

Tatarkiewicz, prenent com a motiu d'estudi els objectes dels artistes occidentals, sustenta que l'art experimenta una transfiguració radical que s'inicia al segle xix i ens porta a l'estat actual. En primera instància es va produir un tipus d'art més conformista que pretenia elaborar, més que objectes innovadors, objectes bells i el seu objectiu no era molestar l'espectador sinó obtenir la seva aprovació. Després d'aquest procés el que es buscà fou la innovació i la provocació davant la bellesa o el consens. Tatarkiewicz creu que fins a arribar a l'estat actual de l'art, s'han succeït diferents etapes o moments: 
- El de l'artista rebel. Poe i Van Gogh són artistes que actuaren contra el gust establert i de manera individual.
- El de l'artista militant. Els artistes s'organitzaren en grups, com els simbolistes o els impressionistes, però tampoc no assoliren una acceptació pública.
- Els avantguardistes. Durant el segle xx s'assolí la victòria de les avantguardes; l'artista és aquell que va més enllà del gust establert, perquè albira el que ha de venir. El surrealisme i el futurisme assoleixen el clímax d'aquesta situació.

Després de la Segona Guerra Mundial, el pes artístic de l'art occidental es desplaçà als Estats Units. Les avantguardes es multiplicaren i l'artista assolí un alt grau de llibertat. La crítica era un factor essencial en la valoració d'una obra d'art, però imperà el domini dels mitjans de comunicació. L'art més que mai era un objecte mercantil. José Ortega y Gasset, a La deshumanització de l'art (1925), analitzà l'art d'avantguarda des del concepte de «societat de massa», on el caràcter minoritari de l'art avantguardista produí una elitització del públic consumidor d'art. La pèrdua de l'element realista imitatiu, segons Ortega, suposà una eliminació de l'element humà que era present en l'art naturalista i aquesta pèrdua va fer desaparèixer els referents de l'art clàssic, el que suposà una ruptura entre l'art i el públic. Aquesta separació entre art i humanitat comportà un intent de rebaixar el concepte d'art com una activitat secundària dins l'experiència humana.

## Art i estètica

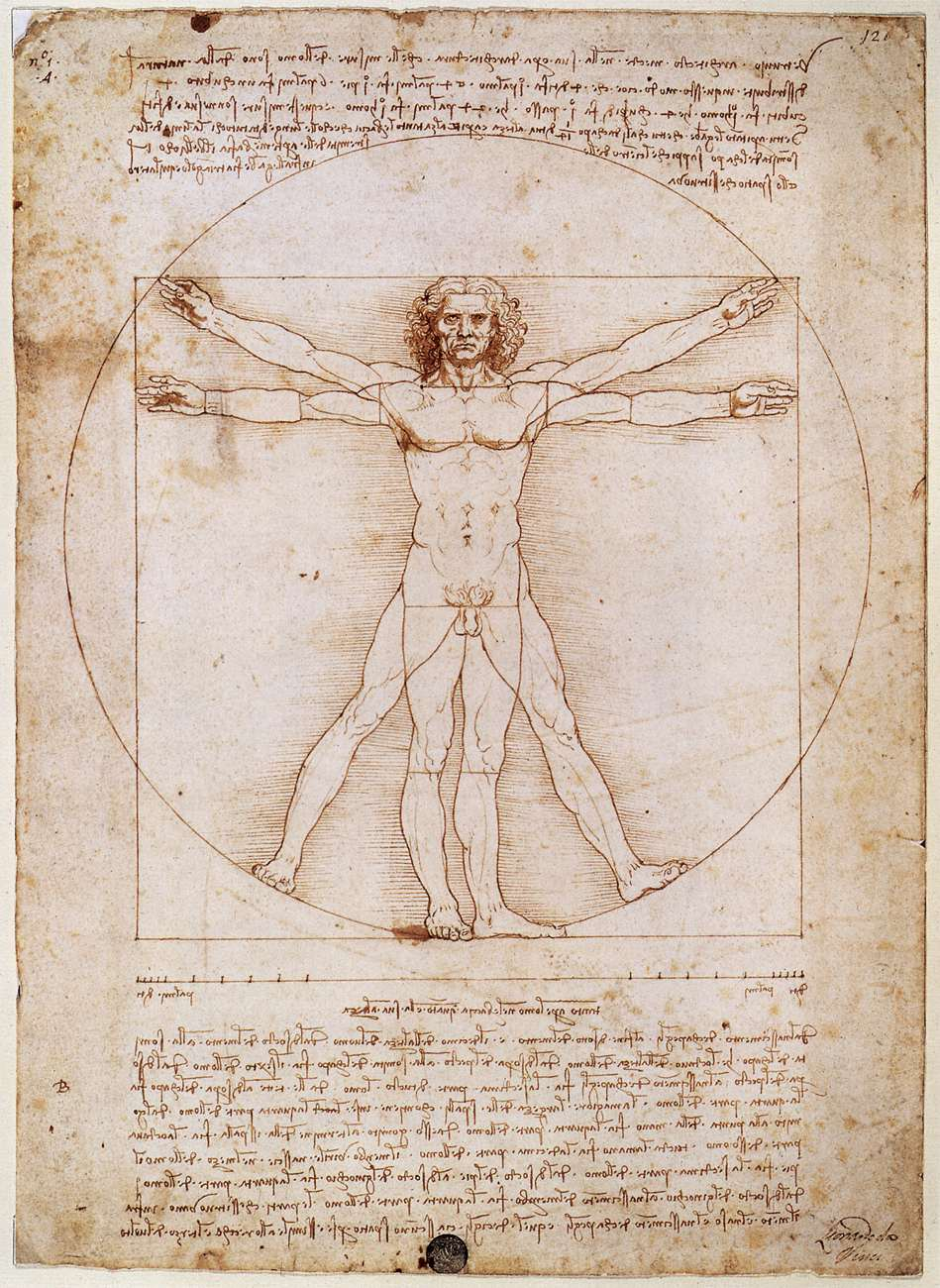
Home de Vitruvi, de Leonardo da Vinci, un estudi de les proporcions del cos humà.

L'estètica és una branca de la filosofia que s'encarrega d'estudiar la manera com el raonament de l'ésser humà interpreta els estímuls sensorials que rep del món circumdant. Es podria dir que, així com la lògica estudia el coneixement racional, l'estètica és la ciència que estudia el coneixement sensible, el que adquirim a través dels sentits.
El terme estètica prové del grec αἴσθησις (aísthêsis, 'sensació'). Va ser introduït pel filòsof alemany Alexander Gottlieb Baumgarten a la seva obra Reflexions filosòfiques sobre la poesia (1735), i més tard a Aesthetica (1750). Segons Arnold Hauser, les «obres d'art són provocacions amb les quals polemitzem més que no ens les expliquem. Les interpretem d'acord amb les nostres pròpies finalitats i aspiracions, els traslladem un sentit, l'origen del qual està en les nostres formes de vida i hàbits mentals. Nosaltres, de tot art amb el qual tenim una relació autèntica en fem un art modern».
Actualment, l'art ha establert un conjunt de relacions que permeten englobar dins una sola interacció l'obra d'art, l'artista o creador i el públic receptor o destinatari. Hegel, en la seva obra Estètica, intentà definir la transcendència d'aquesta relació tot dient que «la bellesa artística és més elevada que la bellesa de la natura, ja que canvia les formes il·lusòries d'aquest món imperfet, on la veritat s'amaga darrere les falses aparences per assolir una veritat més elevada creada per l'esperit».
L'art és, també, un joc amb les aparences sensibles, els colors, les formes, els volums, els sons, etc.; un joc gratuït que es crea del no res, o de poc més que el no-res. Una aparença que no pretén altra cosa que enganyar-nos. És un joc plaent que satisfà les nostres necessitats eternes de simetria, de ritme o de sorpresa. Aquella sorpresa que Charles Baudelaire considerava l'origen de la poesia. Així, segons Kant, el plaer estètic deriva menys de la intensitat i la diversitat de sensacions que de la manera, en aparença espontània, per la qual elles manifesten una profunda unitat, sensible en el seu reflex, però no conceptualitzant.
Pel professor Sir Ernst Gombrich, «L'art, en realitat no existeix. Tan sols hi ha artistes». Més endavant, en la introducció de la seva Història de l'art ens diu que «no hi ha res de dolent en què ens delectem en el quadre d'un paisatge perquè ens recorda la nostra casa o en un retrat perquè ens recorda un amic, ja que com a homes que som, quan mirem una obra d'art ho fem sotmesos al record d'una munió de coses que per bé o per mal influeixen sobre els nostres gustos. Sempre que aquests records ens ajudin a gaudir del que veiem, no cal que patim».
Seguint el mateix Gombrich, veurem com als artistes també els passa quelcom semblant: en el retrat del seu fill Nicolau, el pintor flamenc Rubens el representà bell, ja que segurament se sentia orgullós de l'aspecte del nen i volia transmetre la seva passió de pare ensems que d'artista; en el retrat de la seva mare, Albrecht Dürer la dibuixà amb la mateixa devoció i amor que Rubens sentia pel seu fill, però aquí es pot veure un estudi fidel de la cara plena d'inquietuds d'una dona vella; no hi ha una bellesa natural, però Dürer, amb la seva enorme sinceritat, va crear una gran obra d'art.

## Estils artístics
Cada període històric ha tingut unes característiques concretes i definibles —comunes a altres regions i cultures, o bé úniques i diferenciades—, que han anat evolucionant amb els temps. El concepte d'estil va sorgir dins la literatura, però aviat es va estendre a la resta de les arts, especialment a la música i la dansa. Actualment, s'utilitza aquest terme en el seu sentit metonímic, és a dir, com aquella qualitat que identifica la forma de treballar, d'expressar-se o de concebre una obra d'art per l'artista o, en un sentit més genèric, d'un conjunt d'artistes o obres que tenen diversos punts comuns, agrupats des del punt de vista geogràfic o cronològic. Així, l'estil pot ser tant un conjunt de caràcters formals —bé individuals o bé col·lectius—, com la conjunció de determinats factors que generaria la forma de treballar del grup com, per exemple, a l'art romànic, al gòtic o al barroc. Segons Focillon, un estil és «un conjunt coherent de formes unides per una conveniència recíproca, submises a una lògica interna que les organitza». Una «escola» és el terme amb el qual es designa a un grup d'autors amb unes característiques comunes ben definides. Així, l'«estilística» és la ciència que estudia els diversos signes distintius, de l'obra d'un artista o una escola. Aquest tipus d'estudi ha servit a la Història de l'art com a punt de partida per a l'anàlisi de l'esdevenir històric basat en l'estil artístic, com es pot apreciar en alguna escola historiogràfica com el formalisme.
En cada estil, escola o període artístic, se solen distingir diverses fases (amb les naturals variacions que es poden presentar en cada cas):
- «Fase preclàssica», on es comencen a configurar els signes distintius de cada estil concret; s'acostumen a denominar amb els prefixos «proto» o «pre», com el prerafaelitisme.
- «Fase clàssica», on es concreten els principals signes característics de l'estil, que serviran de punts de referència i suposaran la materialització de les seves principals realitzacions.
- «Fase manierista», on es tornen a interpretar les formes clàssiques, elaborades des d'un punt de vista més subjectiu per l'autor.
- «Fase barroca», que és una reacció contra les formes clàssiques, deformades a gust i capritx de l'artista.
- «Fase arcaïtzant», on es torna a les formes clàssiques, però ja amb l'evident falta de naturalitat; s'acostuma a denominar amb el prefix «post», com el postimpressionisme.
- «Fase recurrent», on la falta de referents provoca una tendència a l'eclecticisme; s'acostumen a denominar amb el prefix «neo», com el neoclassicisme.

| Estils artístics                  | Estils artístics                 | Estils artístics                                   | Estils artístics                                                                | Estils artístics                                                                   | Estils artístics                                                                                      |
| --------------------------------- | -------------------------------- | -------------------------------------------------- | ------------------------------------------------------------------------------- | ---------------------------------------------------------------------------------- | --- |
| Kouros de Tenea                   | Discòbol                         | Apol·lo Sauròcton                                  | Laocoont i els seus fills                                                       | Grup de Sant Ildefons                                                              | Hèrcules i Licas                                                                                      |
| Fase preclàssica: Kouros de Tenea | Fase clàssica: Discòbol, de Miró | Fase manierista: Apol·lo Sauròcton, de Praxíteles. | Fase barroca: Laocoont i els seus fills, Agesandre, Polidor i Atenodor de Rodes | Fase arcaïtzant: Grup de Sant Ildefons, escultura romana inspirada en models grecs | Fase recurrent: Hèrcules i Licas, d'Antonio Canova, neoclassicista i inspirada en models grecoromans. |

## Gèneres artístics
Un gènere artístic és una especialització temàtica en la qual s'acostumen a dividir les diverses arts. Els gèneres pictòrics més coneguts a partir del segle xvii són sostinguts per les acadèmies europees i especialment per l'Acadèmia francesa, que va exercir un paper central dins l'art acadèmic. L'any 1667 André Félibien, historiògraf, arquitecte i teòric del classicisme francès, al pròleg de les Conferències de l'Acadèmia, codificà la pintura clàssica seguint temes pictòrics: «la història, el retrat, el paisatge, les marines, les flors i els fruits». En eliminar qualsevol jerarquia en la representació artística, actualment es considera dins la pintura de gènere qualsevol obra que representi escenes de la vida quotidiana i temes anecdòtics; alhora, encara es parla de gèneres artístics per designar els diversos temes que han estat recurrents al llarg de la història de l'art: paisatge, retrat, nu i natura morta, fent així una síntesi entre els diversos conceptes anteriors.
Dins l'escultura, el primer gènere és la representació humana, el retrat de diversos tipus (com ara el bust), l'estàtua eqüestre, l'efígie, el nu, el religiós (amb la representació d'imatges divines o de sants), el mitològic, el funerari i el monumental. Tanmateix, l'escultura no s'ha classificat normalment per gènere, com si no existís una especialització sobre un tema concret sinó que més aviat, com succeeix en l'arquitectura, es parla de tipologies que depenen de la configuració global i de la tècnica. Així, en l'arquitectura, hi ha tipus com ara l'església, el palau, el castell, l'habitatge o la fàbrica.
Els gèneres literaris són els diferents grups o categories en què, atenent el seu contingut, podem classificar les obres literàries. La retòrica clàssica els ha classificat en tres grans grups: la lírica, l'èpica i el drama. Alguns especialistes acostumen a afegir la didàctica, l'oratòria, l'assaig, la biografia i la crònica.
Pel que fa als gèneres musicals, els grups es fan seguint criteris com ara el ritme, la instrumentació, les característiques harmòniques, les melòdiques o l'estructura musical. La música clàssica, acadèmica o música culta és un dels tres grans gèneres en què es pot dividir la música en general, juntament amb la música popular i la música tradicional.
Finalment, els gèneres cinematogràfics es van classificar primer en dos grans grups: la comèdia i el drama. Més tard, es van anar diversificant: cinema d'acció, thriller, cinema bèl·lic, de ciència-ficció, cinema d'aventures, western, arts marcials, fanfilm, terror, de catàstrofes, èpic, musical, policíac, negre, gore, eròtic, d'animació, documental, experimental, classe B, i molts altres.
| La Gioconda                                    | Ruïnes (Rigalt)                        | Venus del mirall                                   | Natura morta amb cebes                                          |
| Retrat La Gioconda (1503) de Leonardo da Vinci | Paisatge Ruïnes (1865) de Lluís Rigalt | Nu Venus del mirall (1647-1651) de Diego Velázquez | Natura morta Natura morta amb cebes (1895-1900) de Paul Cézanne |

## Disciplines artístiques i les seves tècniques
La classificació de les diferents formes de representació de l'art es coneix com a «disciplines artístiques». El procés artístic comença amb l'elaboració mental de l'obra per l'artista, però aquesta s'ha de plasmar de forma tangible per a algun dels sentits, procés que es realitza a través de la tècnica. La matèria té una noció constitutiva, creadora, essent part essencial de la creació artística. També pot aportar diferents concepcions estètiques, com l'ús del ferro i el vidre dins l'arquitectura contemporània. Al seu torn, la tècnica és la forma que l'artista dona a l'obra d'art, com modela la matèria per aconseguir expressar allò que vol crear. Els materials i la tècnica van evolucionant amb el temps, i poden ser definitoris d'un determinat llenguatge o estil artístic.

### Arts escèniques

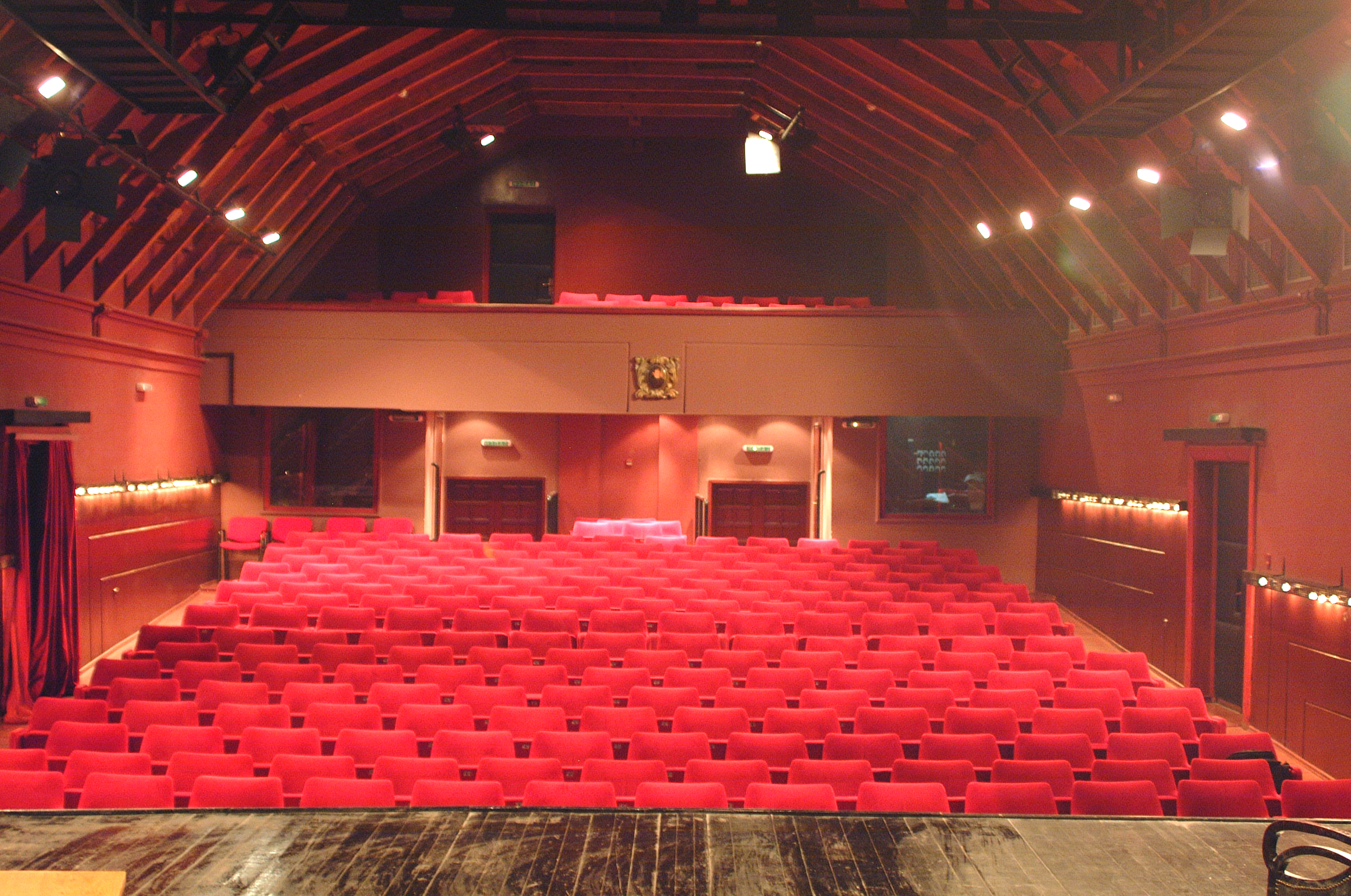
Escenari clàssic

Les arts escèniques són, en principi, aquelles que es poden representar en un escenari. Tot i que les belles arts incloses en aquesta classificació són la música, la dansa, el circ i el teatre, hi ha moltes altres activitats artístiques —el mim, l'acrobàcia, l'òpera o el cabaret—, que en deriven d'elles, que s'incorporen en aquest grup i on la interpretació és una part fonamental del producte artístic.
Els productes de les arts escèniques en general són espectacles que poden incloure, juxtaposats o mesclats, alguns d'aquests gèneres. L'obra d'art pròpia de les arts escèniques és l'espectacle dramàtic, que consisteix a una presentació davant d'un auditori d'una ficció, executada per uns intèrprets, que aporten el seu propi cos (i a través d'ell la veu, el gest i el moviment), i en el cas general també un conjunt heterogeni d'elements escènics.

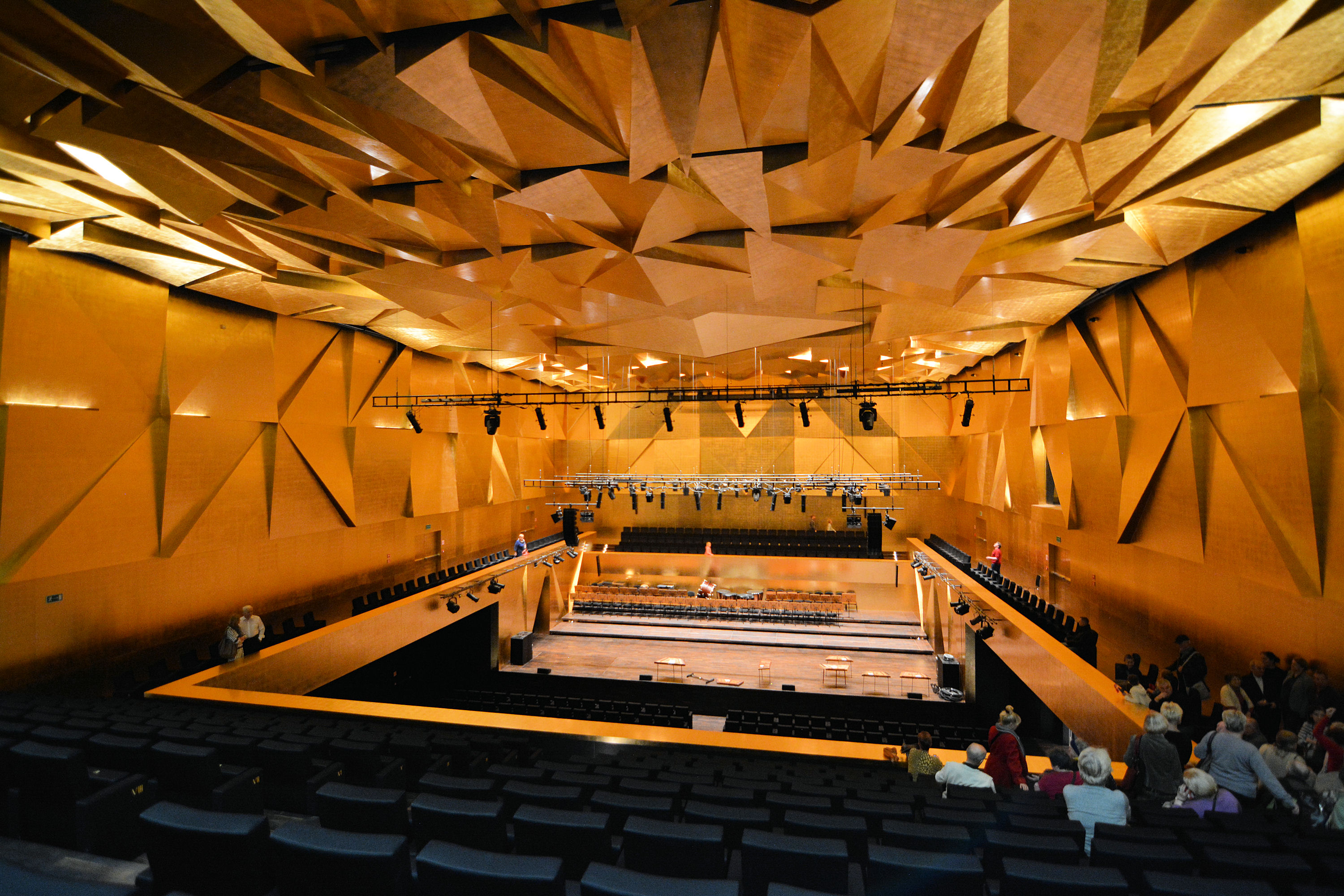
Filharmònica de Szczecin, Polònia

De tots aquests elements, els únics obligatoris són almenys un intèrpret humà que hi participa en carn i os, sense màquines intermediàries, i un destinatari —públic— humà que físicament és present en el moment de la transmissió comunicativa. L'espectacle es desenvolupa en un espai donat durant un temps determinat. Existeix només mentre s'està representant. Aquestes dues particularitats són característiques de les arts escèniques.
L'escenari actual no té per què ser una plataforma de fusta davant de cadires fixes i alineades; pot estar rodejat d'aquestes o pot ser un espai obert, dins d'un recinte o bé al carrer, pel qual el públic es mou lliurement. Els espectadors poden tenir un paper més o menys actiu, segons el tipus i estil d'espectacle, podent arribar a formar part d'ell.

#### Música
La música és l'art d'organitzar sensiblement i lògicament una combinació coherent de sons i silencis utilitzant els principis fonamentals de la melodia, l'harmonia i el ritme. Altres disciplines musicals són el cant coral —interpretació musical per un conjunt de veus—, i l'òpera, que combina música, cant i acció teatral amb un guió interpretat segons els principis de les arts escèniques. També cal considerar:

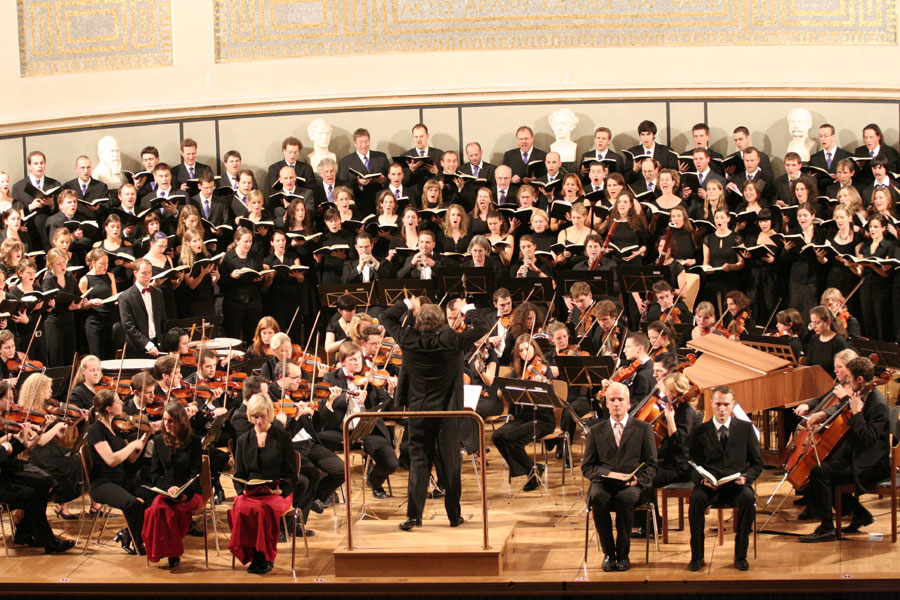
Cor i orquestra

- L'harmonia, o ciència de l'estructura, progressió i modulació dels acords (conjunts de sons) i la forma de combinar-los per a aconseguir sensacions de relaxació (harmonia consonant) o de tensió (harmonia dissonant).
- L'homofonia, una composició musical on dues o més parts musicals es mouen simultàniament pel que fa a l'harmonia.
- La polifonia, una composició musical en què se superposen parts melòdicament independents en què cadascuna expressa la seva idea musical, conservant la seva independència, formant així amb els altres un tot harmònic.
- El contrapunt, o l'art de sobreposar en la polifonia dues o més melodies independents que s'escolten simultàniament; és d'una major complexitat que l'harmonia, i dona més èmfasi al desenvolupament horitzontal de la composició.
- Els ornaments musicals, que són notes afegides a una melodia sense alterar-la fonamentalment; imprimeixen varietat, gràcia o vivacitat a la melodia.

#### Dansa

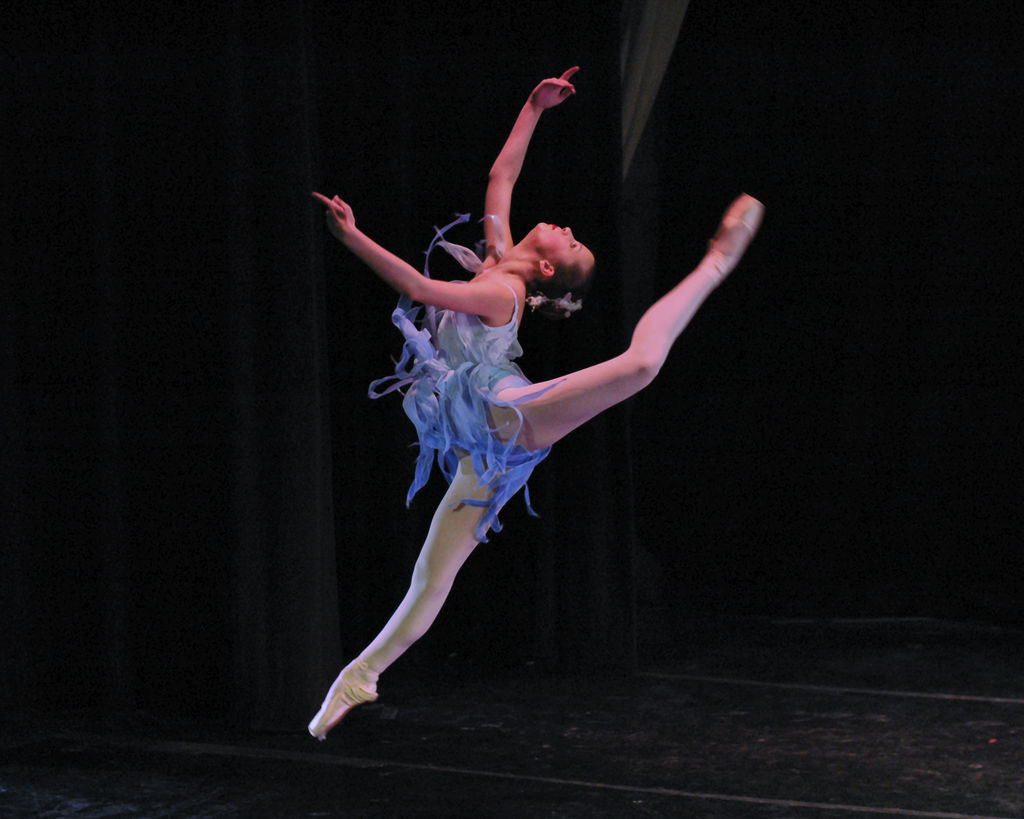
Un pas de dansa clàssica

La dansa és l'art consistent a expressar-se mitjançant el moviment del cos. En algunes disciplines el moviment pot seguir una música o un altre tipus de so, o fins i tot de canvis de llum o altres estímuls, en altres la música, paraules i sons només compleixen una funció ambiental, i també n'hi ha en què no són presents.
Sovint es troba barrejada o formant part d'altres arts escèniques, com típicament el circ i l'òpera i molt clarament a la dansa-teatre, i audiovisuals, com especialment a la videodansa i també a molts videoclips musicals, anuncis publicitaris, cinema, etc. A més, sol inspirar altres arts, notablement les plàstiques. La direcció de moviments i desplaçaments en obres teatrals i d'altres arts escèniques, així com la de moltes accions artístiques, encara que no incloguin cap mena de dansa, sol ser executada per una persona formada en dansa, ballarina o coreògrafa.
La dansa, a banda ser un art amb finalitat purament estètica i comunicativa, pot usar-se amb altres fins: com a forma d'expressió, com a interacció social, espirituals, de consciència corporal, d'autoconeixement i creixement personal o en altres tipus. És un llenguatge més antic que la llengua i una de les arts més antigues, que es desenvolupa espontàniament a totes les cultures.

#### Teatre

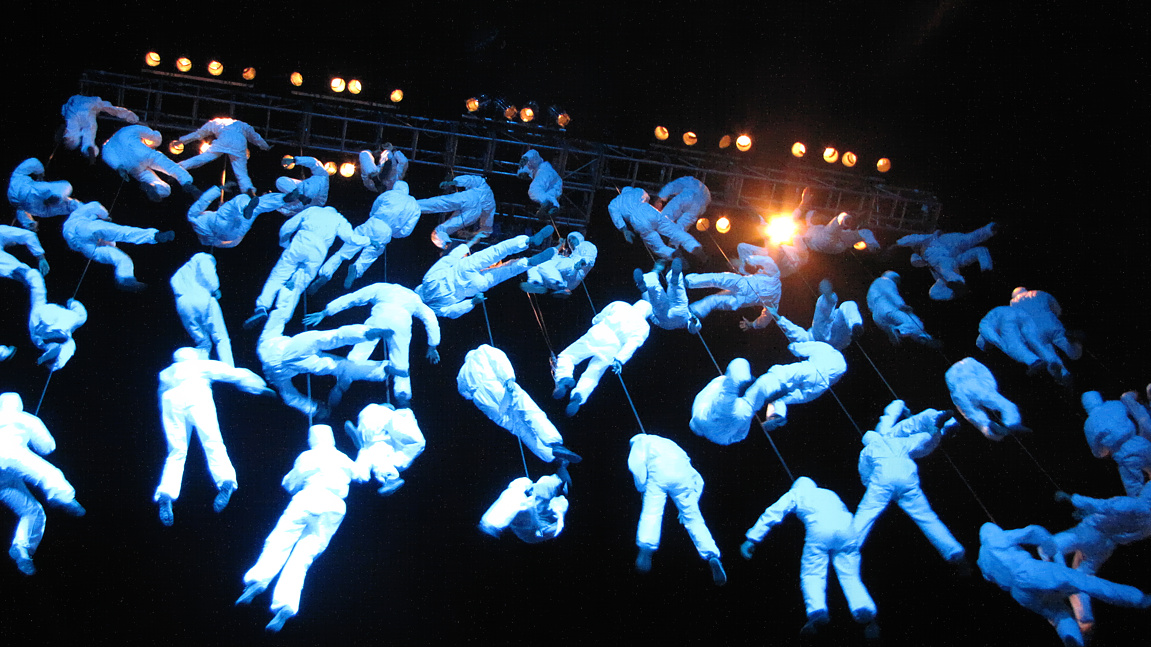
Teatre contemporani

El teatre és la presentació escènica d'una dramatúrgia, amb text o sense, per almenys un personatge interpretat en directe per un actor que va desenvolupant accions amb una finalitat dramàtica davant d'un o més espectadors, que hi són pressents i es comuniquen al mateix espai, sense màquines intermediàries.
L'escenografia (il·luminació, so, tècniques audiovisuals, etc.) i els objectes escenogràfics (mobiliari, decorats, vestuari, perruqueria, maquillatge, etc.) permeten contextualitzar i crear un conjunt comunicatiu a l'espectador. Per englobar i harmonitzar tots els elements i personatges, la direcció coordina la posada en escena. Pot incorporar o fusionar-se amb altres arts escèniques, com el circ o la dansa, o d'altre tipus, com l'art corporal o el videoart.
Certs formats de representació teatral o quasi teatral s'han identificat amb un tipus d'art plàstica. És el cas del happening, una actuació espectacular espontània i única, o en general de l'acció artística o teatralització de l'experiència, de vegades relacionada amb la política o l'ecologisme.

### Arts literàries

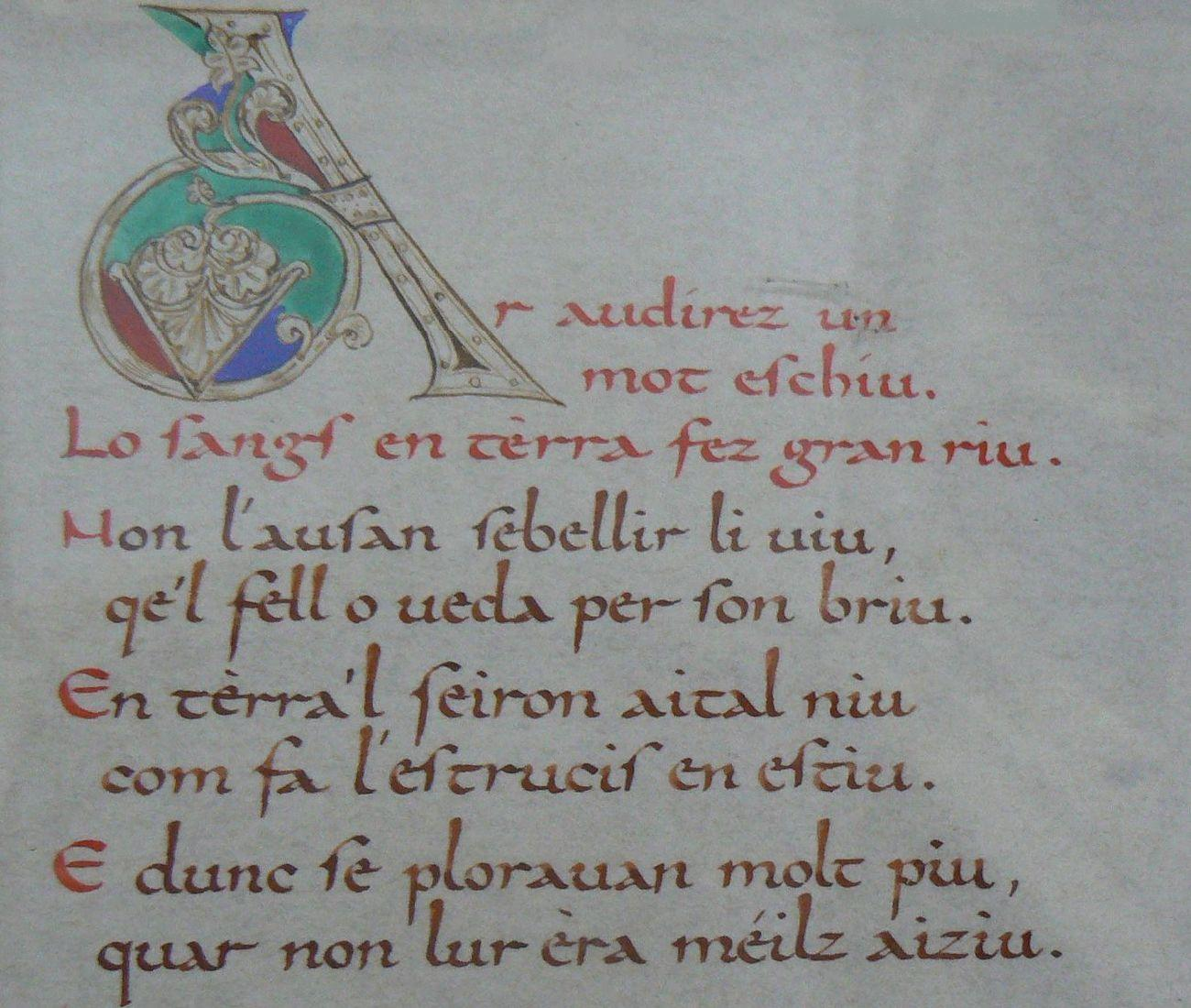
Versos d'un poema medieval

La literatura és l'art d'escriure. Es podria dir que, de tot el que s'escriu, es considera com a literatura només els texts escrits d'una certa qualitat. A la literatura en prosa, l'escriptor estructura les paraules en texts, fent-les servir d'una manera adequada de cara a la seva correcta comprensió, amb finalitats informatives o recreatives, sense necessitat de guardar un ritme.
Amb tot, la poesia és l'únic gènere literari considerat una de les set belles arts, i consisteix en una composició literària amb una estructura regida per un conjunt d'instruments que defineixen la seva naturalesa. La poesia està basada en la mètrica i el ritme, disposada a través d'una estructura de versos i estrofes que poden tenir diverses formes de rima, encara que també poden ser de vers lliure.

### Arts plàstiques

#### Arquitectura
L'arquitectura projecta i construeix edificis. Denominada l'art de l'espai, l'arquitectura és un procés tècnic i de disseny que permet la construcció d'estructures que organitzen l'espai per ser usada per l'ésser humà. A partir de la seva funció utilitària en la construcció d'habitatges, instal·lacions o edificis públics, ha evolucionat amb la incorporació de valors estètics i plàstics i aportant equilibri i harmonia dins de competències pròpies com l'urbanisme o el paisatgisme. El disseny arquitectònic és impulsat principalment per la manipulació creativa, entre d'altres, de la massa, l'espai, el volum, la textura, la llum i els materials.

#### Escultura

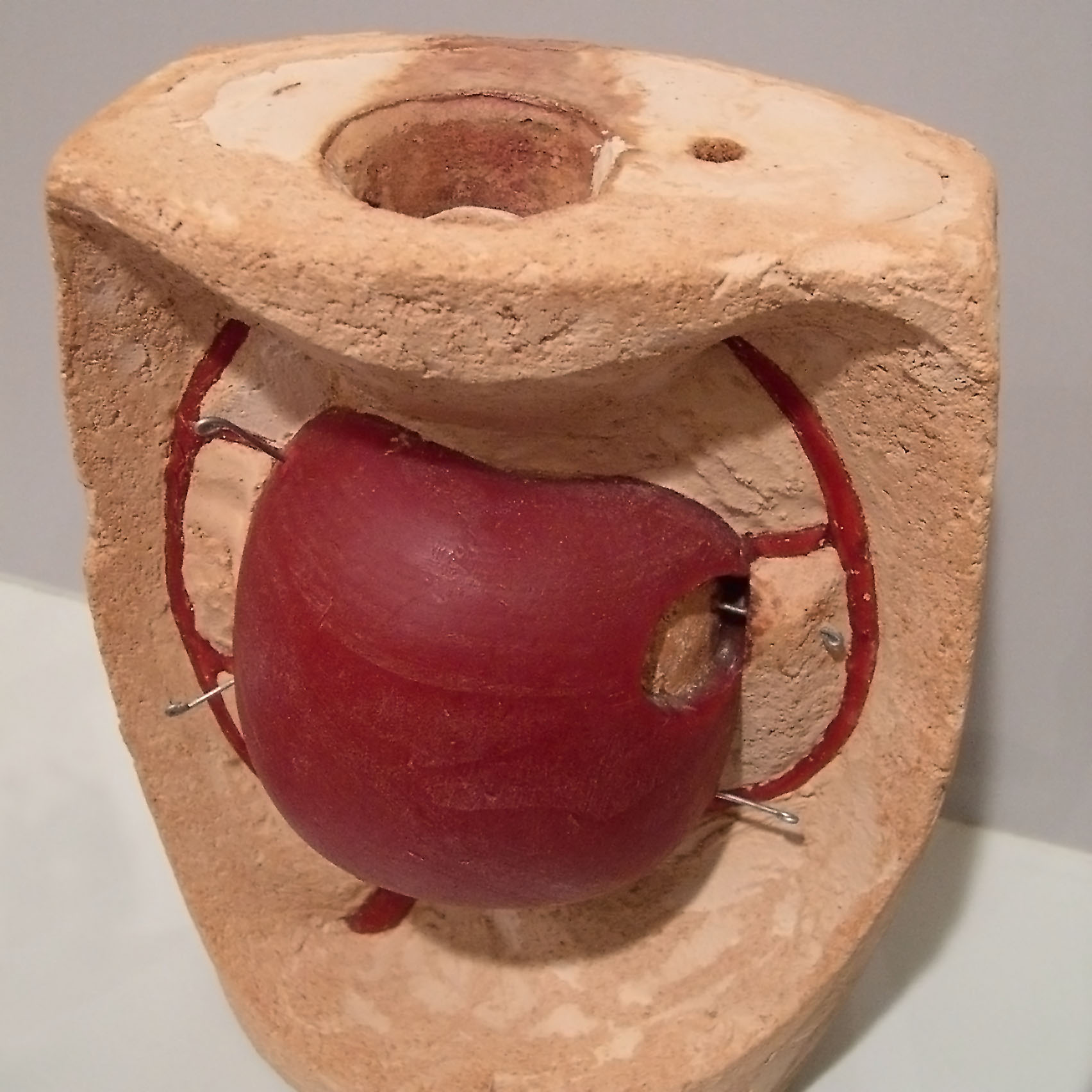
Maqueta explicativa dels canals de drenatge d'un motllo a cera perduda

L'escultura és l'art de modelar figures en volum. És un art espacial, on l'autor s'expressa mitjançant volums i formes tridimensionals. La creació d'aquests objectes es pot fer a partir d'un bloc de material al qual se li treu allò que no es vol (esculpit), a partir de material modelable al qual se li dona la forma que hom vol (modelat, buidat…), o alterant la superfície del material per donar-li altra forma (repujat, estampat, embotit, etc.).
L'esculpit és una tècnica pròpia del treball amb materials com la pedra, la fusta, l'ivori o, més actualment, el gel. Les peces, especialment les de fusta, també s'anomenen talles.
Per a la construcció amb materials modelables en fred com l'argila, cera, estuc o plastilina, es fa servir la tècnica del modelatge, en la qual s'afegeixen o es lleven porcions de la massa i se li dona forma amb les mans o amb instruments, com amb paletes. Per al modelatge de metalls, cal fondre'ls en un motlle, la construcció del qual dona nom a la tècnica. Així, el buidatge consisteix a construir una matriu a partir d'un material resistent (guix, refractari, resina de vidre, etc.) dins del qual, un cop fos, s'aboca el material final de l'escultura. Aquesta tècnica es pot fer servir també en materials en estat semilíquid a baixa temperatura com l'estuc o la cera, i permet obtenir peces en sèrie. Una altra forma d'obtenir una matriu és amb la tècnica de la cera perduda on, en cera o parafina, es modela una peça igual a l'escultura que es vol obtenir, i s'envolta de material resistent a la temperatura, creant un motlle o matriu tancada. Finalment, s'aboca el metall o vidre fos dins la matriu que ocupa l'espai de la cera.
El cisellat consisteix a obtenir baixos relleus sobre peces metàl·liques. De manera similar, el repujat i l'embotit permeten donar forma a planxes de metall colpejant-les contra un motlle.

#### Pintura

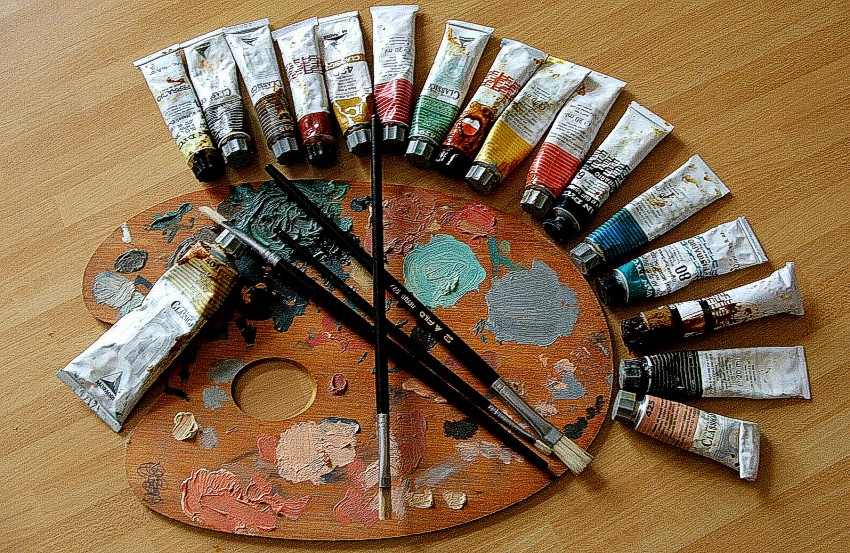
Paleta de pintor, pinzells i tubs de pintura (oli)

La pintura és la representació bidimensional d'una imatge basant-se en uns pigments (colorant més aglutinant) sobre un suport (mur, fusta, tela, vidre, metall, paper, etc.). Les tècniques de pintura es divideixen basant-se en com es dilueixen i fixen els pigments en el suport a pintar. Així, cal destacar:
- Aquarel·la i guaix. Es fa servir com a dissolvent l'aigua i com aglutinant la goma aràbiga. L'aquarel·la és una tècnica coneguda a l'antic Egipte, on els colors són semitransparents i diluïts i el color blanc el proporciona el fons, habitualment paper. Amb els mateixos components, però amb colors més espessos, entre els que també hi ha el blanc, figura el guaix conegut com «el color amb cos».
- Pintura al tremp i a l'oli. Per aconseguir una textura més sòlida de la pintura, clarament sobreposada al suport, es fan servir aglutinants que un cop secs, aporten viscositat i més cos. És el cas de la pintura al tremp, on l'aglutinant és una emulsió, generalment ou o caseïna, que s'acostuma a aplicar sobre taula. La pintura a l'oli, una de les més esteses, fixa el pigment amb diferents tipus d'olis i el dissolvent és la trementina. Aquesta pintura es preparava in situ fins al segle xix en què va començar a envasar-se en tubs d'estany. El fet que la trementina desprengui olors tòxiques, va fer desenvolupar-se la pintura acrílica, de resultats similars a l'oli, però on els pigments utilitzats són materials sintètics que es dilueixen en aigua.
- La cera o encàustica (del grec enkaustikos ('gravar a foc') utilitza cera fosa com a aglutinant dels pigments, produint una pintura densa i cremosa, resistent a la llum i l'aigua. Quan els pigments en pols es barregen amb la suficient goma o resina perquè quedin aglutinats, es forma una pasta seca i compacta anomenada pastel, que deriva de «pasta»; té un aspecte suau i vellutat, ideal per a retrats, si bé és poc persistent i requereix algun fixador atomitzat (spray) especial.
- La pintura al fresc està limitada a l'aplicació sobre mur i es basa en un canvi químic entre els pigments barrejats amb aigua pura, aplicats sobre una argamassa recent de calç i sorra, mentre la calç encara està en forma d'hidròxid de calci. A causa del diòxid de carboni de l'atmosfera, la calç es transforma en carbonat de calci, de manera que el pigment cristal·litza en la paret.
- Les tècniques mixtes combinen l'ús dels pigments amb altres elements —paper, tela, fotografies, etc. (collage)—, o objectes no artístics en una composició tridimensional (assemblatge). Una altra tècnica, que deriva de l'action painting és el dripping; consisteix a regalimar pintura sobre la tela.[31]

### Arts visuals

#### Dibuix

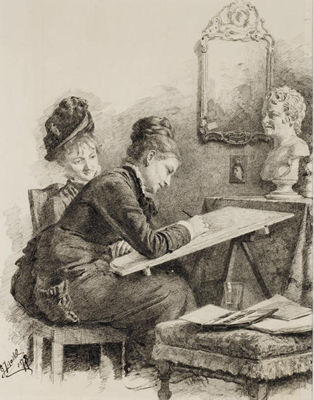
Dibuix amb ploma i tinta

El dibuix és la representació gràfica realitzada per mitjà de línies, traços i ombres, elaborats amb llapis, ploma o altres objectes similars. El dibuix és la base de gairebé qualsevol obra artística, ja que la majoria de les obres visuals comencen amb un esbós dibuixat. En la historieta o còmic, una nova forma d'art que deriva del dibuix, la representació gràfica narra una història a través d'una successió de vinyetes, dibuixades en color o blanc i negre, i amb texts emmarcats en uns requadres anomenats «entrepans».
En el dibuix, un dels materials més antics és el carbonet, fet amb branquillons de romaní, d'avellaner o de salze carbonitzat. Junt amb el llapis —un instrument fet en grafit embotit en un tub de fusta o metall i fàcil de manipular—, són ideals per a fer esbossos i estudis preparatoris, ja que permeten l'esborrat. Al segle xv, des d'Itàlia, el llapis es va difondre a altres països. La sanguina és un tipus especial de llapis fet d'argila ferruginosa que produeix un dibuix de color vermellós; va estar molt de moda a la Itàlia del Renaixement.
La punta metàl·lica és un instrument fet amb materials tous com plom, estany o plata, amb el que es marca sobre el paper o pergamí; ja era utilitzat en l'època romana. Si aquest material marca en fosc sobre clar, el guix (sulfat de calci bihidratat), de color blanc, es fa servir habitualment sobre suports més foscs, tot i que més recentment es fabriquen barretes en color. A partir del Renaixement s'usava com a material de dibuix o com a pigment per a la pintura al tremp.
El pinzell, un instrument fet amb pèls de diferents animals —porc, marta gibelina o esquirol—, utilitzat per pintar, també permet dibuixar amb tinta i tinta xinesa, i remarcar volums i zones lluminoses. També la ploma de canya o la d'ocells, a més d'utilitzar-se en escriptura, es fa servir per a dibuixar.

#### Gravat

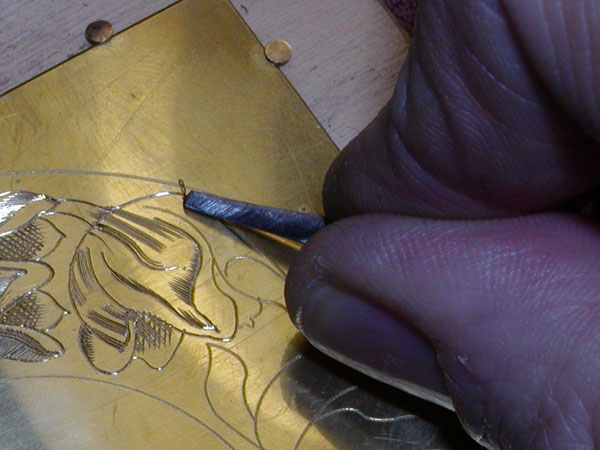
Calcografia

El gravat és una tècnica d'estampació d'imatges artístiques en paper («estampes»). Es realitza amb planxes de diferents materials que donen nom a la tècnica mateixa: de fusta (xilografia), coure o bronze (calcografia), pedra (litografia), linòleum (linogravat), seda o niló (serigrafia).
- A la xilografia es treballa la fusta (generalment cirerer o boix) amb un ganivet, gúbia, enformador o burí. Es buida de fusta els blancs i es deixa en relleu els negres, s'entinta amb un corró i s'estampa, a mà o amb el tòrcul. Amb els mateixos mètodes i instruments, l'ús de linòleum com a planxa s'anomena linogravat.

- A la calcografia, s'anomena el tipus de gravat obtingut d'acord amb les diferents tècniques emprades per a rebaixar la superfície que serveix per crear el dibuix matriu. Entre els sistemes d'incisió directa hi ha el burí —un instrument amb punta romboide—, la punta seca —similar al burí però amb punta de diamant— i la mezzotinta o manera negra —en la qual s'aplica un rascador de diverses puntes que genera clarobscurs. Entre els sistemes d'incisió indirecta hi ha l'aiguafort, on el metall es grava amb àcid nítric diluït en aigua, i l'aiguatinta, similar a l'aiguafort però on la protecció de la superfície es fa amb resines que produeixen efectes semblants a l'aquarel·la.

- En la litografia també es pot gravar la pedra calcària amb àcid, però cal protegir la superfície amb un llapis de matèria grassa per delimitar el dibuix. La serigrafia no és exactament una estampació de planxa vs. imatge, sinó que fa servir el procediment d'estampació mitjançant l'estergit, i s'obtenen impressions quan es filtren els colors a través d'una trama de seda o niló.[33]

#### Fotografia i cinema

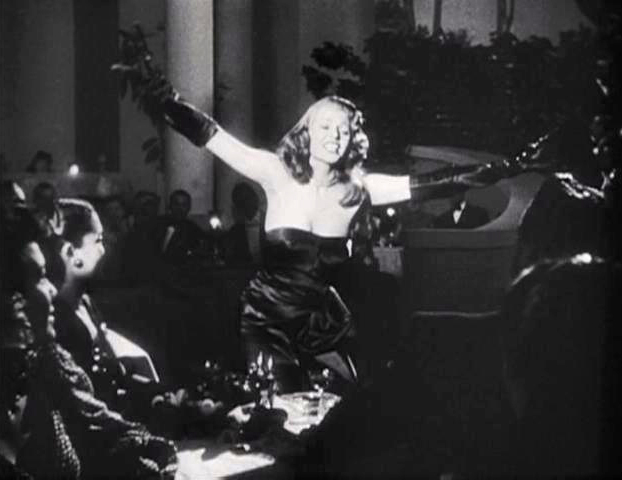
Fotograma de la pel·lícula Gilda (1946).

La fotografia permet capturar imatges directament de la realitat i fixar-les en un suport des del qual es pot reproduir i alterar. Es basa en el principi de la cambra fosca, amb la qual s'aconsegueix projectar damunt d'una superfície una imatge captada a través d'un petit forat, de manera que la mida de la imatge es redueix i augmenta la seva nitidesa. La fotografia moderna va començar quan Louis-Jacques-Mandé Daguerre construí el daguerreotip (1839), i posteriorment es van anar perfeccionant els procediments tècnics en la captació i reproducció. En acabar el segle xx es van substituir els suports de captació de la imatge basats en mitjans químics per sistemes digitals.
El cinema és la tècnica basada en la reproducció d'imatges en moviment i va sorgir amb l'invent del cinematògraf per part dels germans Lumière el 1895. Ricciotto Canudo (1911) fou qui batejà la cinematografia com el «setè art», entesa com una narració d'històries a partir d'un guió i amb processos tècnics com el muntatge. Es tracta d'una representació, equiparable a la teatral, que és enregistrada per una càmera des de diferents angles; aquesta esdevindrà el punt de vista de l'espectador quan es visionin les imatges enregistrades, aportant un dinamisme addicional al de la mateixa actuació. En el cinema s'apliquen totes les tècniques teatrals com l'escenografia, la interpretació, el vestuari, el maquillatge, i la direcció. A més a més, respecte al que interpreten els actors, durant el rodatge en si i en la postproducció (muntatge, tractament d'imatges, banda sonora, doblatge, efectes especials, etc.) s'adapta, modifica i complementa de cara al resultat final que veurà l'espectador.

## Restauració
- Judici Final de la capella Sixtina (Miquel Àngel) abans de la restauració
- El Judici Final durant la restauració
- El Judici Final després de la restauració

La restauració d'obres d'art és una activitat que té per objecte la reparació o actuació preventiva de qualsevol obra que, per la seva antiguitat o estat de conservació, sigui susceptible de ser intervinguda si cal preservar la seva integritat física, així com els seus valors artístics; això es fa respectant al màxim l'essència original de l'obra. Com afirma Brandi, la restauració ha de dirigir-se al restabliment de la unitat potencial de l'obra d'art, sempre que això sigui possible sense cometre una falsificació artística o una falsificació històrica, i sense esborrar cap empremta del transcurs de l'obra d'art a través del temps.
En l'arquitectura, la restauració acostuma a ser de tipus funcional, per preservar l'estructura i unitat de l'edifici, o reparar defectes que puguin sorgir en els materials constructius. Fins al segle xviii, les restauracions arquitectòniques només preservaven les obres de culte religiós, donat el seu caràcter litúrgic i simbòlic, i es reconstruïen uns altres tipus d'edificis sense respectar l'estil original. Tanmateix, des de l'apogeu de l'arqueologia a final del segle xviii, especialment amb les excavacions de Pompeia i Herculà, es va tendir a preservar qualsevol estructura del passat, sempre que tingués un valor artístic i cultural.
En el terreny de la pintura s'ha evolucionat, des d'intentar recuperar la imatge afegint, si cal, les parts perdudes de l'obra, a respectar la integritat tant física com estètica de l'obra tot realitzant les intervencions necessàries per a la seva conservació sense que es produeixi una transformació radical de l'obra. La restauració pictòrica va adquirir un impuls a partir del segle xvii, a causa del mal estat de conservació de pintures al fresc.
També dins l'escultura hi ha hagut una evolució paral·lela, des de la reconstrucció d'obres antigues —per exemple, membres mutilats com en la reconstrucció del Laocoont i els seus fills el 1523-1533 per Giovanni Angelo Montorsoli—, fins a l'actuació sobre l'obra preservant la seva estructura original.

## Sociologia de l'art

La llibertat guiant el poble (1830), d'Eugène Delacroix

La sociologia de l'art és una disciplina de les ciències socials que estudia l'art des d'un plantejament metodològic basat en la sociologia. El seu objectiu és estudiar l'art com a producte de la societat humana, analitzant els diversos components socials que concorren en la gènesi i difusió de l'obra artística. La sociologia de l'art és una ciència multidisciplinària, i en les seves anàlisis es basa en diverses disciplines com la política, l'economia, l'antropologia, la lingüística i la filosofia. Entre els diversos objectes d'estudi de la sociologia de l'art es troben diversos factors, des d'aspectes més genèrics com la situació social de l'artista o l'estructura sociocultural del públic, fins més específics com el mecenatge, el mercantilisme i la comercialització de l'art, les galeries d'art, la crítica d'art, el col·leccionisme, la museografia, les institucions i les fundacions artístiques.
També es pot remarcar que al segle xx s'ha produït l'aparició de nous factors, com el gran desenvolupament dels mitjans de comunicació, la cultura de masses, la categorització de la moda, la incorporació de noves tecnologies o l'obertura de conceptes en la creació material de l'obra d'art com l'art conceptual o l'art d'acció. La sociologia de l'art va sorgir a causa de l'interès de diversos historiadors en l'anàlisi de l'entorn social de l'art. Aquest procés s'inicià a mitjan segle xix, especialment després de la irrupció del positivisme com a mètode d'anàlisi científica de la cultura, i la creació per part d'Auguste Comte de la sociologia com a ciència autònoma.
La sociologia de l'art es va desenvolupar durant el segle xx, amb la seva pròpia metodologia i uns objectes d'estudi determinats. El punt de partida d'aquesta disciplina s'acostuma a situar immediatament després de la Segona Guerra Mundial, amb l'aparició d'obres fonamentals com Art i revolució industrial, de Francis Klingender (1947) o Història social de la literatura i l'art, d'Arnold Hauser (1951). Als seus inicis, la sociologia de l'art va estar estretament vinculada al marxisme, encara que després es va desmarcar d'aquesta tendència per adquirir una autonomia pròpia com a ciència.

## Psicologia de l'art

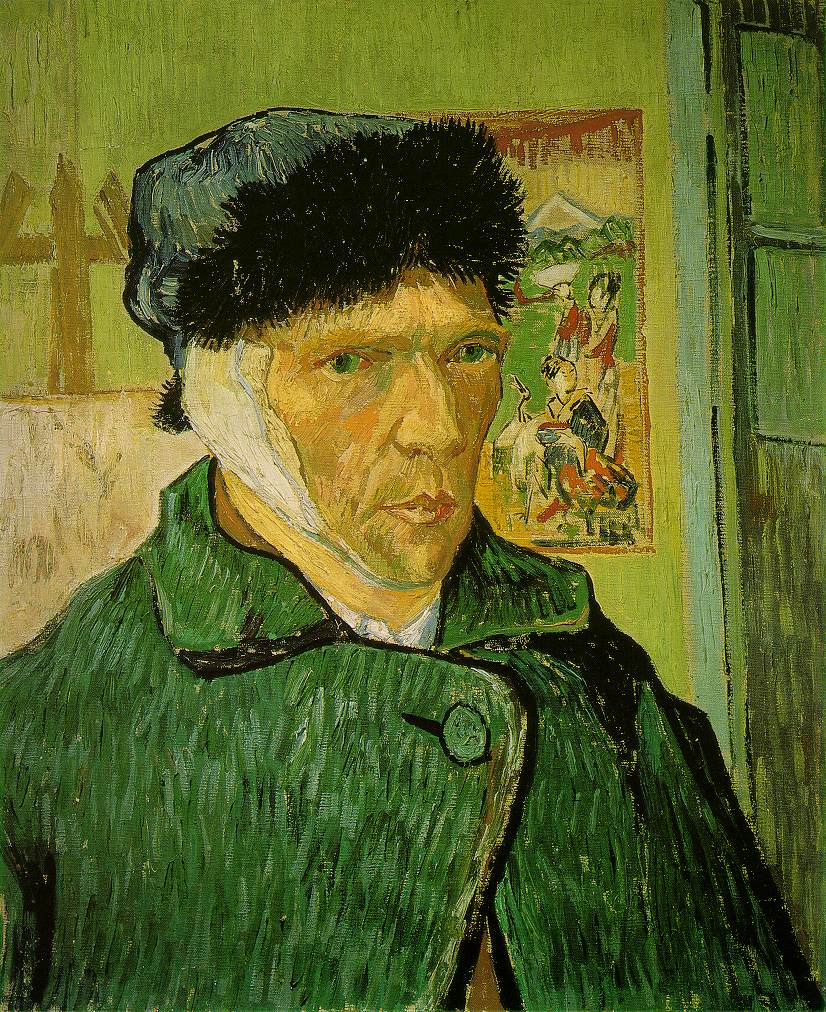
Autoretrat amb l'orella tallada (1889), de Vincent van Gogh. La psicoanàlisi permet comprendre certs aspectes de la personalitat de l'artista.

La psicologia de l'art és la ciència que estudia els fenòmens de la creació i l'apreciació artística des d'una perspectiva psicològica. L'art, com a manifestació de l'activitat humana, és susceptible de ser analitzat de forma psicològica, estudiant els diversos processos mentals i culturals que es troben en la gènesi artística, tant en la seva creació com en la recepció per part del públic. Així mateix, en l'àmbit de la fisiologia, la psicologia de l'art estudia els processos bàsics de l'activitat humana —com la percepció, l'emoció i la memòria—, així com les funcions superiors del pensament i el llenguatge. Entre els seus objectes d'estudi es troben tant la percepció del color —recepció retinal i processament cortical— i l'anàlisi de la forma, com els estudis sobre creativitat, capacitats cognitives —símbols, icones— i l'art com a teràpia. Per al desenvolupament d'aquesta disciplina han estat essencials, entre d'altres, les contribucions de Sigmund Freud i Gustav Fechner.
Un dels principals corrents de la psicologia de l'art ha estat l'Escola de la Gestalt, que afirma que estem condicionats per la nostra cultura en el sentit antropològic; la cultura condiciona la nostra percepció. Per a Karl Popper, en l'apreciació estètica hi ha un punt d'inseguretat que no té base científica i no es pot generalitzar; portem una idea preconcebuda (hipòtesi prèvia), que fa que trobem en l'objecte allò que cerquem. Segons la Gestalt, la ment, a través d'unes certes lleis, configura els elements que arriben a ella mitjançant els canals sensorials, la percepció, la memòria, el pensament, la intel·ligència i la resolució de problemes. Els seus principals exponents van ser Rudolf Arnheim, Max Wertheimer, Wolfgang F. Köhler, Kurt Koffka i Kurt Lewin.

## Antropologia de l'art
L'antropologia de l'art, també anomenada cultural, és la branca de l'antropologia que estudia els conceptes bàsics de les estructures socials i les seves funcions culturals —de diversos grups en diferents etapes històriques—, i la relació entre la biologia i la cultura pròpia en diferents espais geogràfics; és la sociologia de les societats tradicionals. Kant va desenvolupar una Antropologia teòrica —facultats de l'home— una Antropologia pragmàtica —habilitats de l'home— i una Antropologia moral —comportament de l'home. Max Scheler va dur a terme diversos estudis, entre ells Die Stellung des Menschen in Kosmos, on va assignar a l'antropologia filosòfica un lloc intermedi entre el saber metafísic i el positiu; així, l'estudi de l'estructura fonamental humana és la base de les seves funcions i de les seves obres, com ara el llenguatge, l'art i la religió.
L'antropologia de l'art estudia l'home com un ens creador i portador dintre d'una cultura determinada i, per tant, les tècniques i la seva capacitat per produir deliberadament objectes, ja sigui en arquitectura, pintura, escultura, teixits, música o cançons, «de la mateixa manera que la natura produeix objectes i éssers com ara pedres, arbres o papallones, o fenòmens com ara l'arc de sant Martí, terratrèmols i tempestes».

## Crítica d'art

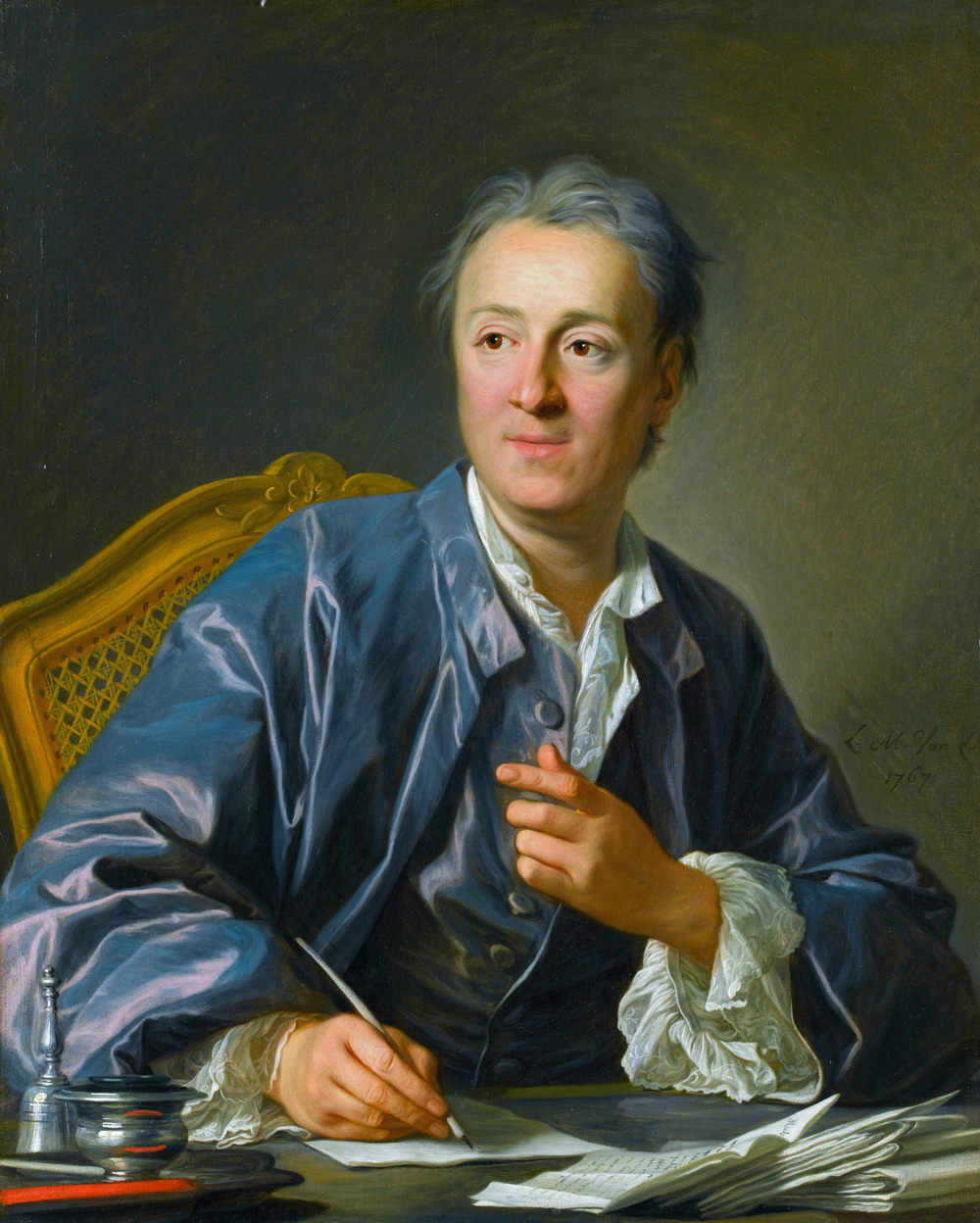
Denis Diderot, considerat el primer crític d'art

La crítica d'art és un gènere, entre literari i acadèmic, que fa una valoració sobre obres d'art, artistes o exposicions, en principi de forma personal i subjectiva; es basa, però, en la història de l'art i en les seves múltiples disciplines, valorant l'art segons el seu context o evolució. És a la vegada valorativa, informativa i comparativa, redactada de forma concisa i amena, sense pretendre ser un estudi acadèmic però aportant dades empíriques i contrastables. Denis Diderot és considerat el primer crític d'art modern, pels seus comentaris sobre les obres d'art exposades als salons parisencs, realitzats al Saló Carré del Louvre a partir de 1725.
En la gènesi de la crítica d'art cal valorar, d'una banda, l'accés del públic a les exposicions artístiques que, unit a la proliferació dels mitjans de comunicació des del segle xviii, va produir una via directa entre el crític i el públic al qual es dirigeix. La crítica d'art ha estat vinculada al periodisme, exercint una feina de portaveu del gust artístic que, d'una banda, els ha conferit un gran poder, en ser capaços d'enfonsar o enlairar l'obra d'un artista però, de l'altra, els ha fet objecte de ferotges atacs i controvèrsies. Una altra faceta a remarcar és el caràcter d'actualitat de la crítica d'art, ja que se centra en el context històric i geogràfic en què el crític desenvolupa la seva feina que, a més a més, està immers en un fenomen cada vegada més dinàmic com és el dels corrents de moda. Així, la falta d'historicitat per emetre un judici sobre bases consolidades, sovint condueix la crítica d'art a estar sustentada en la intuïció del crític, amb el factor de risc que això comporta.
La crítica d'art sempre revela un component de pensament social en què es veu immersa, existint així diversos corrents dins la crítica d'art: romàntica, positivista, fenomenològica, semiològica. Com deia Charles Baudelaire al Saló de 1846: Per ser justa, és a dir, per tenir la seva raó de ser, la crítica ha de ser parcial, apassionada, política; això és, ha d'adoptar un punt de vista exclusiu, però un punt de vista exclusiu que obri al màxim els horitzons.
Entre els crítics d'art hi ha hagut des de famosos escriptors fins als mateixos historiadors d'art, que moltes vegades han passat de l'anàlisi metodològica a la crítica personal i subjectiva, conscients que era una arma de gran poder. Es poden destacar: Charles Baudelaire, John Ruskin, Oscar Wilde, Émile Zola, Joris-Karl Huysmans, Guillaume Apollinaire i Wilhelm Worringer. Dins el món catalanoparlant, destaquen Eugeni d'Ors, Alexandre Cirici, Juan Eduardo Cirlot, Rafael Santos, Josep Corredor, Daniel Giralt-Miracle i Pilar Parcerisas.

## Historiografia de l'art

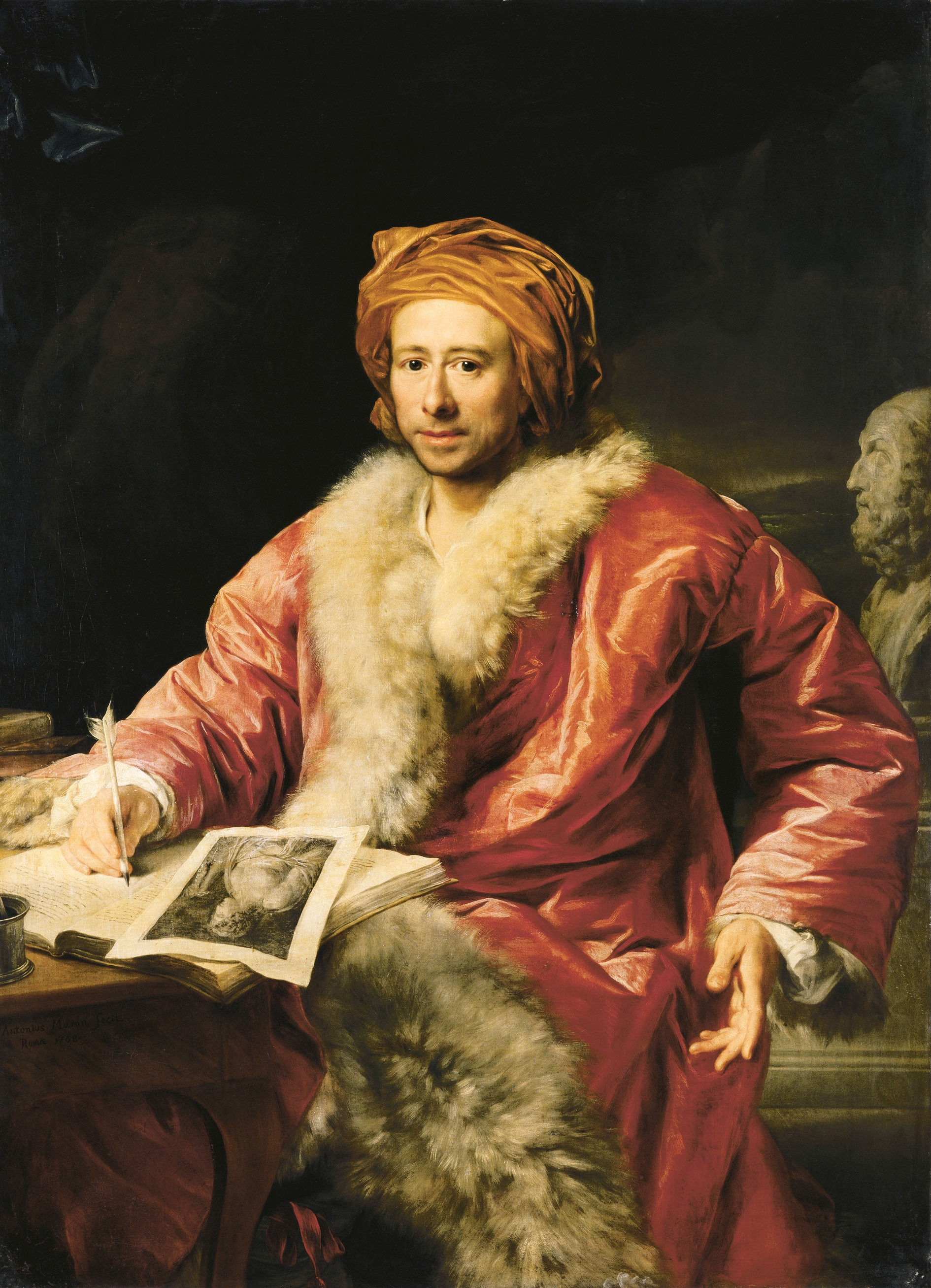
Johann Joachim Winckelmann, considerat el pare de la història de l'art

La historiografia de l'art és la ciència que analitza l'estudi de la història de l'art, des d'un punt de vista metodològic, és a dir, de la forma que l'historiador afronta l'estudi de l'art. Des de l'antiguitat els artistes, o d'altres persones al seu entorn, han plasmat per escrit diverses reflexions sobre la seva activitat. Vitruvi va escriure el tractat d'arquitectura més antic que es conserva, De Architectura. La seva descripció de les formes arquitectòniques de l'antiguitat grecoromana va influir poderosament durant el renaixement, essent a la vegada una important font documental per les informacions que aporta sobre la pintura i l'escultura tant grega com romana. Giorgio Vasari, a  Le Vite, va ser un dels predecessors de la historiografia de l'art, fent una crònica dels principals artistes del seu temps, posant especial èmfasi en la progressió i el desenvolupament de l'art. Tanmateix, aquests escrits, en general cròniques, inventaris i biografies, mancaven de perspectiva històrica i el rigor científic necessaris per ser considerats historiografia de l'art.
Johann Joachim Winckelmann és considerat el pare de la història de l'art, creador d'una metodologia científica per a la classificació de les arts i una teoria estètica d'influència neoplatònica: la bellesa és el resultat d'una materialització de la idea. A la seva obra Reflexió sobre la imitació de les obres d'art gregues (1755) va afirmar que els grecs van arribar a un estat de perfecció total en la imitació de la natura, per la qual cosa només podem imitar els grecs. Tanmateix, va relacionar l'art amb les etapes de la vida humana (infància, maduresa, vellesa), establint una evolució de l'art en tres estils: arcaic, clàssic i hel·lenístic.
Durant el segle xix, l'obra d'autors com Karl Friedrich von Rumohr va suposar un primer intent seriós de formular una història de l'art basant-se en criteris científics, basant-se en l'anàlisi crítica de les fonts historiogràfiques. D'altra banda, Giovanni Morelli va introduir el concepte del connoisseur, l'expert en art, que l'analitza en base tant als seus coneixements com a la seva intuïció.
La primera escola historiogràfica de gran rellevància va ser el formalisme, que defensava l'estudi de l'art a partir de l'estil, aplicant una metodologia evolucionista que atorgava a l'art una autonomia allunyada de qualsevol consideració filosòfica, rebutjant l'estètica romàntica i l'idealisme hegelià, i acostant-se al neokantisme. El seu principal teòric va ser Heinrich Wölfflin, considerat el creador de la moderna història de l'art. Va aplicar a l'art criteris científics, com l'estudi psicològic o el mètode comparatiu. Wölfflin no atorgava importància a les biografies dels artistes, defensant, en canvi, la idea de nacionalitat, d'escoles artístiques i estils nacionals. Les teories de Wölfflin van ser continuades per autors com Alois Riegl.
La historiografia de l'art ha continuat dividida en múltiples tendències, des d'autors encara dins del formalisme (Roger Eliot Fry, passant per l'escola sociològica d'Arnold Hauser o la psicològica de Max Wertheimer, a perspectives individuals i sintetitzadores com les d'Adolf Goldschmidt o Adolfo Venturi. Una de les escoles més reconegudes ha estat la de la iconologia, que centra els seus estudis en la simbologia de l'art, el significat de l'obra artística. A través de l'estudi d'imatges, emblemes, al·legories i tots els altres elements de significació visual pretenen aclarir el missatge que l'artista va intentar transmetre en la seva obra. Els principals teòrics d'aquest moviment van ser Aby Warburg, Erwin Panofsky, Ernst Gombrich i Rudolf Wittkower.

## Història de l'art

### Prehistòria

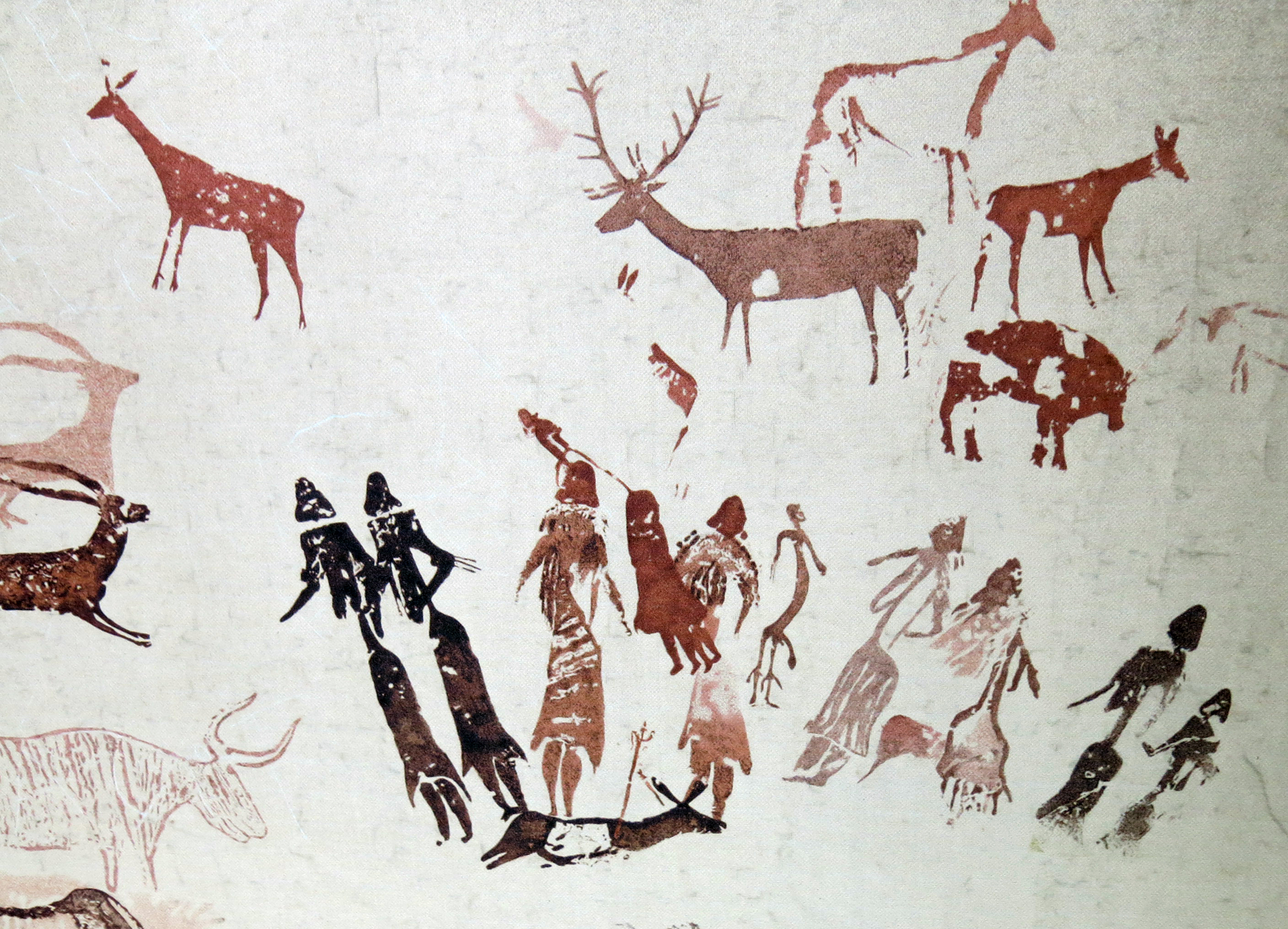
Dansa fàl·lica de figures femenines a les Coves del Cogul

L'art prehistòric és el que desenvolupà l'ésser humà des del Paleolític superior fins al Neolític, períodes on van sorgir les primeres manifestacions que es poden considerar com a artístiques. Al Paleolític, l'home es dedicava a la caça i vivia en coves, elaborant l'anomenada pintura rupestre. Durant el Neolític, es torna sedentari i es dedica a l'agricultura, amb societats cada vegada més complexes en les que té més importància la religió, com es pot observar en els monuments megalítics, i inicia la producció de peces d'artesania. Representades com a escultures, apareixen unes exuberants figures femenines de pedra en una exaltació artística de la fertilitat; són les «venus prehistòriques», com la Venus de Willendorf i la Venus de Lespugue. A partir del segle v aC, en el darrer període de l'edat del ferro, els celtes van desenvolupar la cultura de La Tène, propagant-la per tot Europa; va representar una evolució de l'art de la cultura de Hallstatt.
L'art ibèric és l'art que es va desenvolupar a la península Ibèrica de manera coetània a la cultura de La Tène, principalment a Andalusia i a la zona de llevant i, en menor mesura, a la Meseta Central i al sud de França. L'arquitectura es basava en els murs adovellats, realitzant arcs i voltes falses per aproximació de filades. Les ciutats s'acostumaven a construir en acròpoli, com a Azaila, Ullastret i Olèrdola. L'escultura es va desenvolupar notablement, destacant les «dames», com la Dama d'Elx i la Dama de Guardamar.

### Antiguitat

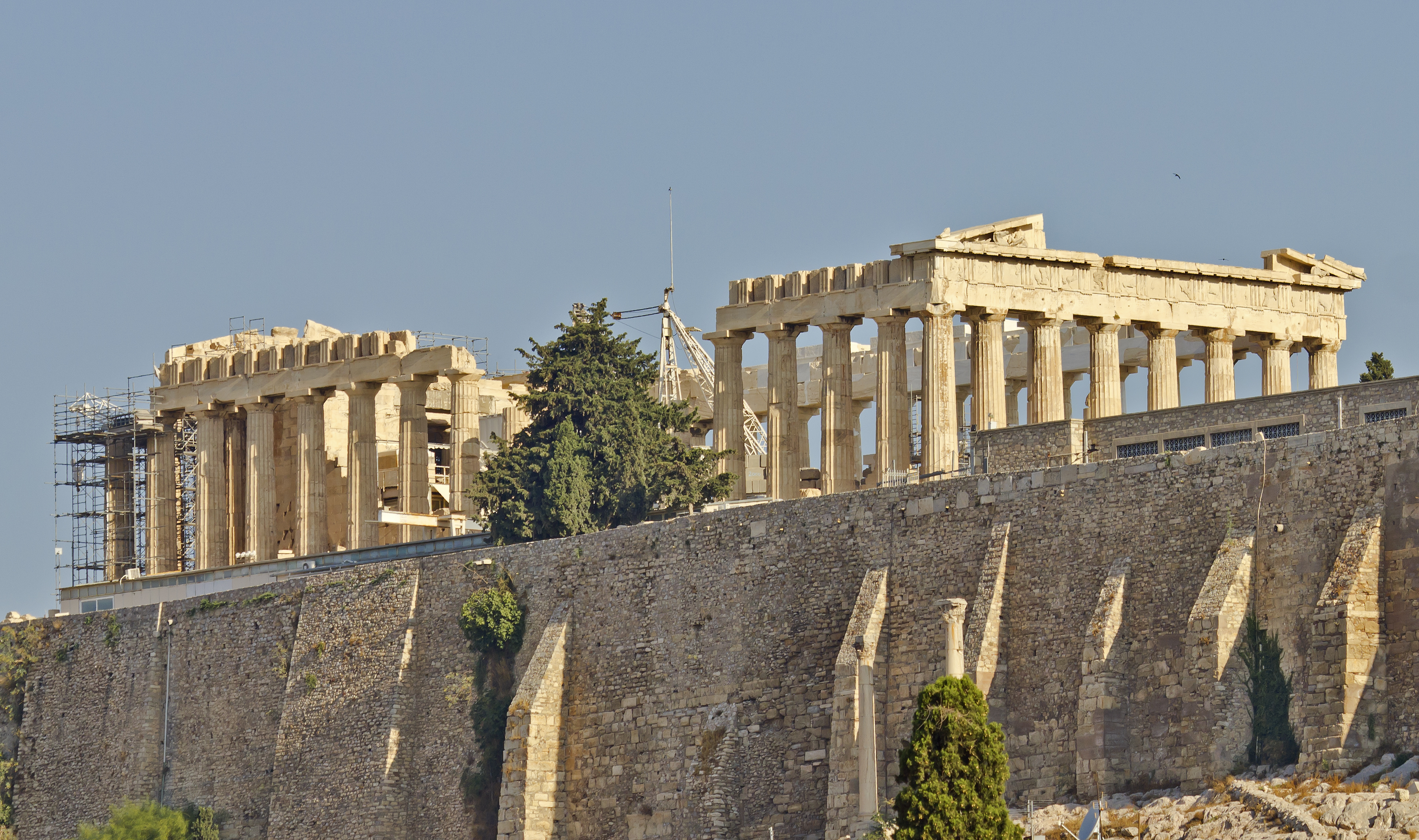
Les columnes d'ordre dòric del Partenó

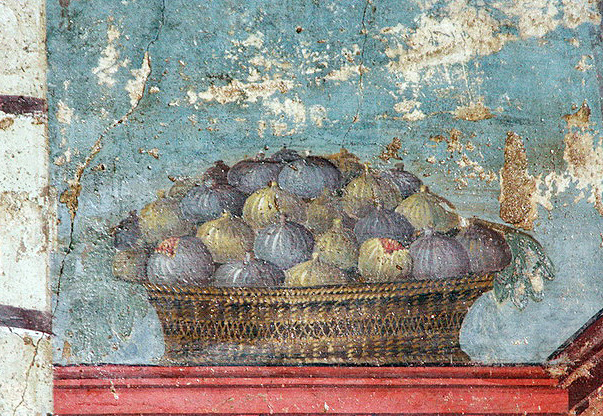
Fresc a Oplontis, prop de Pompeia

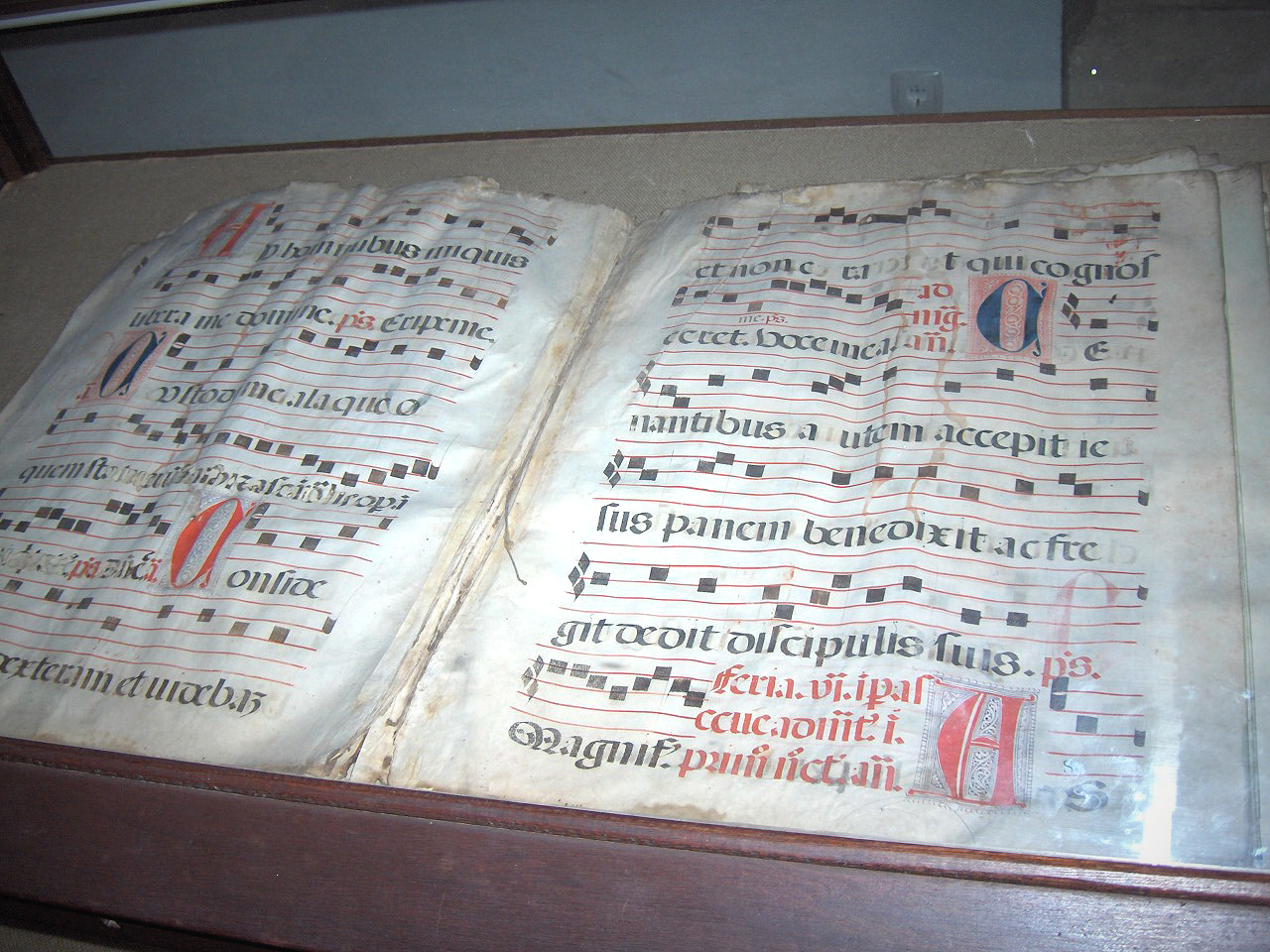
Missal amb cants gregorians

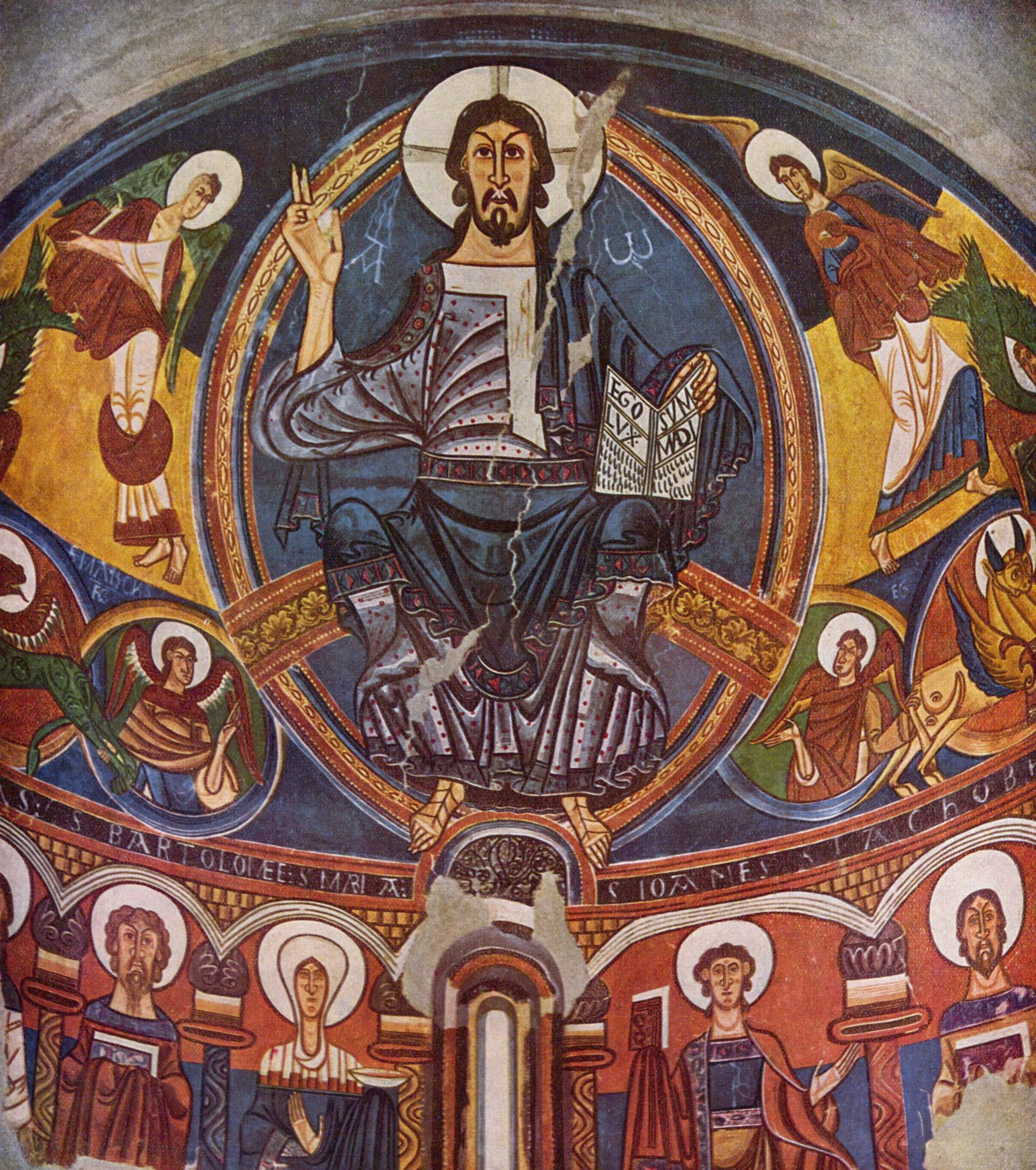
Absis central de Sant Climent de Taüll,(MNAC)

L'art egipci era intensament religiós i simbòlic. Destaquen en arquitectura les mastabes, les piràmides i els hipogeus, com els de la Necròpolis de Guiza i la Vall dels Reis. L'escultura i la pintura mostren la figura humana de forma realista, encara que hi ha un excés de hieratisme i esquematisme a causa de la rigidesa dels seus cànons simbòlics de la seva religió.
L'art mesopotàmic es desenvolupà a la zona compresa entre els rius Tigris i Eufrates, on es van anar succeint diverses cultures, com la dels sumeris, els accadis, els assiris i els perses. Dins l'arquitectura destaquen els ziggurats, uns grans temples de forma graonada i piramidal. Pel que fa a l'escultura, es desenvolupà en talla exempta o relleu, en escenes religioses, de caça i militars, amb la presència de figures humanes i animals reals o mitològics.
A l'antiga Grècia es van desenvolupar les principals manifestacions artístiques que van marcar l'evolució de l'art a Occident. Després d'uns inicis d'esplendor de les cultures minoica i micènica, l'art grec es va desenvolupar en tres grans períodes: l'arcaic, el clàssic i l'hel·lenístic. En l'arquitectura, són ben representatius els temples, que presenten tres ordres constructius diferenciats: el dòric, el jònic i el corinti. Destaca especialment el conjunt de l'Acròpolis d'Atenes. En escultura predominà la representació del cos humà, amb una evolució des de formes inicials més rígides i esquemàtiques, passant pel naturalisme del període clàssic —amb l'obra de Miró, Fídies i Policlet—, fins al recarregament i la sinuositat del període hel·lenístic. Aristòtil descriu ja tècniques intel·lectuals com l'oratòria, i distingeix entre les arts que feien possible una «educació liberal» —com ara la gramàtica, la lògica, la retòrica o la geometria—, i les que implicaven el treball amb les mans i, per tant, eren «servils i per sota de la dignitat d'un cavaller».
L'art romà, amb l'art etrusc de precedent, va rebre la influència de l'art grec. Gràcies a l'expansió de l'Imperi Romà, l'art clàssic grecoromà va arribar a quasi tots els racons d'Europa, nord d'Àfrica i el Pròxim Orient, fixant les bases de l'art occidental. En l'arquitectura civil van destacar grans enginyers i constructors que construïren carreteres, ponts, aqüeductes i altres obres urbanístiques, així com temples, palaus, teatres, amfiteatres, circs, termes i arcs de triomf. L'escultura, inspirada en la grega, se centra igualment en la figura humana —encara que amb més realisme— sense que els importés mostrar defectes que eren ignorats per la idealitzada escultura grega. La pintura és coneguda sobretot per les restes trobades a Pompeia i destaca especialment la tècnica del mosaic.
L'art paleocristià és el resultat de l'aparició del cristianisme i es va generar al llarg de l'Imperi. Va adquirir estatus oficial després de la conversió al cristianisme de l'emperador Constantí I el Gran. L'art paleocristià va reinterpretar tant les formes clàssiques com les jueves, per servir com a vehicle d'expressió de la nova religió oficial, tot i que es va produir una atomització d'estils per zones geogràfiques. Com a tipologia de l'arquitectura paleocristiana, destaca la basílica, mentre que en l'escultura prevalen els sarcòfags i també —com a l'època romana— la pintura i el mosaic.
L'art preromànic està constituït per diversos estils desenvolupats a Europa a partir de la caiguda de l'Imperi Romà; aquest estil perdurà, aproximadament, fins a l'any 1000. La fusió de la cultura clàssica amb la dels nous pobladors d'origen germànic generà les diverses nacionalitats que formaren el continent europeu. S'engloben en aquesta fase diversos estils d'un marcat caràcter regional, des de l'art visigòtic i dels altres pobles germànics, l'art cèltic —especialment a les Illes Britàniques— i l'art viking, passant per l'art asturià, l'art carolingi i l'art otonià.
La música té la seva pròpia història. L'obra de Boeci (480-525), «De institutione música», va estendre la seva influència durant l'alta edat mitjana. El papa Gregori I (540-604), juntament altres papes anteriors o posteriors (malgrat que la tradició només l'assenyala a ell), renovà el cant litúrgic. El document «Ordini romani» trobat al monestir de Saint Gail en un manuscrit del segle ix, descriu el cerimonial romà des del segle vi fins al ix, i en ell s'atribueix al conjunt de papes, encapçalats pel citat Gregori I, haver organitzat el cicle de cants per tot l'any. L'anomenat cant gregorià, fou així, el primer conjunt sistemàtic de música i el preludi de la notació musical actual.

### Edat mitjana
L'art romànic representà el primer estil de la cultura europea occidental de caràcter internacional, amb una identitat plenament consolidada després de la transformació del llatí en les llengües vernacles. De caràcter eminentment religiós, quasi tot l'art romànic està dirigit a l'exaltació i divulgació del cristianisme. L'arquitectura destaca per l'ús de la volta de canó i l'arc de mig punt, iniciant-se la construcció de grans catedrals i monestirs, que continuarà durant el gòtic. L'escultura es va desenvolupar principalment en el bastiment arquitectònic; era de caràcter religiós, amb figures esquematitzades, sense realisme, d'un signe simbòlic. Les mostres més interessants d'imatgeria medieval van ser de dos tipus: el Crist Majestat i la Mare de Déu amb l'Infant, que es van crear principalment a les valls dels Pirineus. La pintura és preferentment mural, també de signe religiós i amb figures esquemàtiques.
L'art gòtic va desenvolupar-se entre els segles xii i xvi, una època d'una gran expansió econòmica i cultural. L'arquitectura va patir una profunda transformació, amb formes més lleugeres, més dinàmiques i amb una millor anàlisi estructural que va permetre fer edificis més estilitzats, amb més obertures i, per tant, una millor il·luminació. Van aparèixer noves tipologies com l'arc ogival, la volta de creueria, i la utilització de contraforts i arcbotants que permetien sostenir millor l'estructura de l'edifici, fent possible interiors més amplis, decorats amb vitralls i rosasses. El retaule va ser el suport per a la pintura narrativa i l'escultura va lluir de manera destacada en les portades de les catedrals i, a més a més de relleus, es realitzaren imatges exemptes als mainells i dins de fornícules.

### Edat moderna

Autoretrat 1498, (oli, 52 x 41 cm) d'Albrecht Dürer (Museu del Prado, Madrid). Dürer va ser el primer artista que es va autoretratar; abans d'ell ningú altre no va considerar que la mateixa figura fos prou interessant per a ser pintada.

El renaixement fou una època de gran esplendor cultural a Europa; la religió va deixar pas a una concepció més científica de l'home i l'univers, i sorgí l'humanisme. Els nous descobriments geogràfics van fer que la civilització europea s'expandís per tots els continents, i la invenció de la impremta va suposar una universalització més important de la cultura. Durant el Trecento, a Itàlia, les al·lusions de Dant a Cimabue i a Giotto, o les de Petrarca a Simone Martini constitueixen el preludi del renaixement. L'art s'inspira en el classicisme grecoromà, per la qual cosa es parla d'un «renaixement» artístic després de l'obscurantisme medieval. Inspirat en la natura, sorgeixen nous models de representació, com l'ús de la perspectiva. L'arquitectura va recuperar els models clàssics, tornats a elaborar amb un concepte més naturalista i amb bases científiques; destaquen Filippo Brunelleschi, Leon Battista Alberti i Bramante. L'escultura va cercar igualment la idealitzada perfecció del classicisme, com s'observa a l'obra de Lorenzo Ghiberti, Donatello o Juan de Juni.
El manierisme representà l'evolució de les formes renaixentistes; es va abandonar la natura com a font d'inspiració per cercar un to més emotiu i expressiu, cobrant importància la interpretació subjectiva que l'artista fa de l'obra d'art. L'arquitectura adquireix un signe més efectista i equilibrat, i cal destacar l'obra d'Andrea Palladio i Miquel Àngel. En escultura, sobresurt Miquel Àngel, amb unes obres d'un gran dinamisme on ressalta l'expressió de la persona representada; també cal citar Benvenuto Cellini i Giambologna. La pintura té un segell més capritxós, extravagant, amb gust per la forma sinuosa i estilitzada, destacant, en primer lloc —com en les altres arts— Miquel Àngel, amb artistes com Bronzino, Correggio, Ticià, Tintoretto i El Greco.
El barroc fou una època de grans disputes en el terreny polític i religiós. Sorgí una divisió entre els països catòlics contrareformistes, on s'aferma l'estat absolutista, i els països protestants, de signe més parlamentari. L'art es tornà més refinat i ornamentat, amb pervivència d'un cert racionalisme classicista però amb unes formes més dinàmiques i efectistes, amb gust pel que és sorprenent i anecdòtic, per les il·lusions òptiques i els efectes teatrals. L'arquitectura, sota unes línies clàssiques, assumí unes formes més dinàmiques, amb una exuberant decoració; destaquen artistes com Gian Lorenzo Bernini o Francesco Borromini. L'escultura adquirí el mateix caràcter dinàmic, sinuós, expressiu i ornamental; destaca també Bernini, i en l'escultura religiosa, Pedro de Mena i Francisco Salzillo. La pintura es va desenvolupar en dues tendències contraposades: el naturalisme i el classicisme. El naturalisme es basa en una estricta realitat natural, amb el gust pel clarobscur —l'anomenat tenebrisme—, amb Caravaggio i Georges de La Tour com a capdavanters. El classicisme és, també, realista però amb un concepte de la realitat més intel·lectual i idealitzada; sobresurten Annibale Carracci, Nicolas Poussin i Claude Lorrain. A part d'aquests dos corrents, hi va haver infinitat d'escoles, estils i autors de signe molt divers, però destaquen dues escoles regionals: la flamenca, amb Rubens, Van Dyck, i l'holandesa amb Rembrandt i Johannes Vermeer. A Espanya sobresurt la figura de Velázquez, així com José de Ribera, Francisco de Zurbarán i Bartolomé Esteban Murillo.
El rococó es desenvolupà durant el segle xviii. És un estil amb un gran sentit de la decoració i el gust per l'ornament, portats a un paroxisme de riquesa, sofisticació i elegància. L'arquitectura rococó s'assentà sobretot a França i Alemanya. L'escultura presenta un aire gràcil, refinat, com s'aprecia a l'obra de Jean-Antoine Houdon; la pintura, mostra l'exaltació religiosa o el paisatgisme vedutista (a Itàlia), les escenes cortesanes de Watteau i Fragonard (a França), passant pel conreu del retrat de Joshua Reynolds i Thomas Gainsborough (Anglaterra). Francisco de Goya en els seus començaments va practicar un cert estil rococó que va anar evolucionant fins al romanticisme.
El neoclassicisme, després de la Revolució Francesa, representa l'apogeu de la burgesia i afavorí el ressorgiment de les formes clàssiques, més pures i austeres, en contraposició als excessos ornamentals del barroc i el rococó, que s'identificaven amb l'aristocràcia. L'arquitectura neoclàssica passa a ser més racional, de signe funcional i un cert aire utòpic. L'escultura, amb el corresponent referent de l'art grecoromà, va tenir com a principals figures, Antonio Canova i Bertel Thorvaldsen. La pintura, per la seva banda, va mantenir un segell auster i equilibrat; en aquest camp, cal destacar Jacques-Louis David i Ingres.

### Edat contemporània

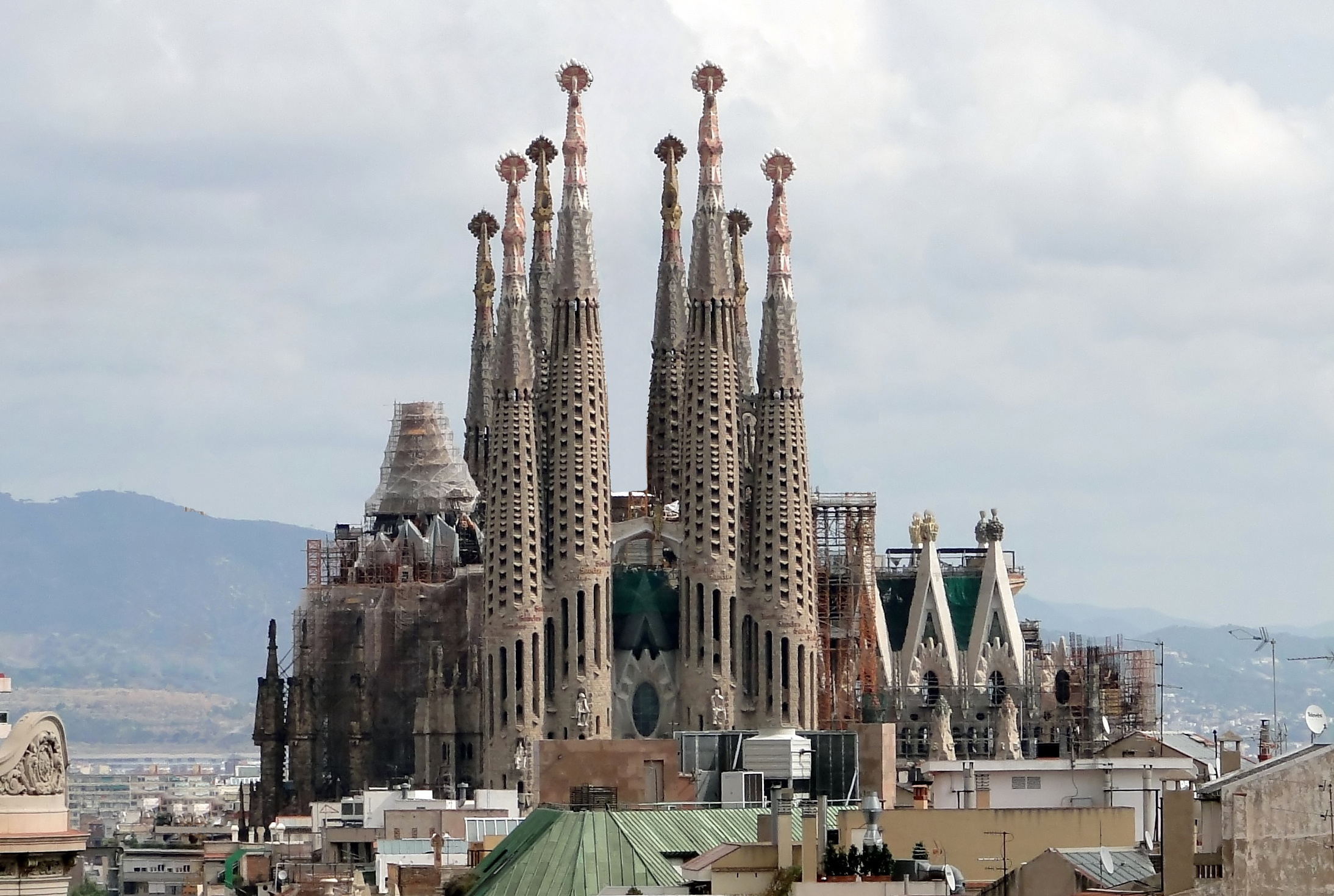
Temple de la Sagrada Família obra modernista d'Antoni Gaudí

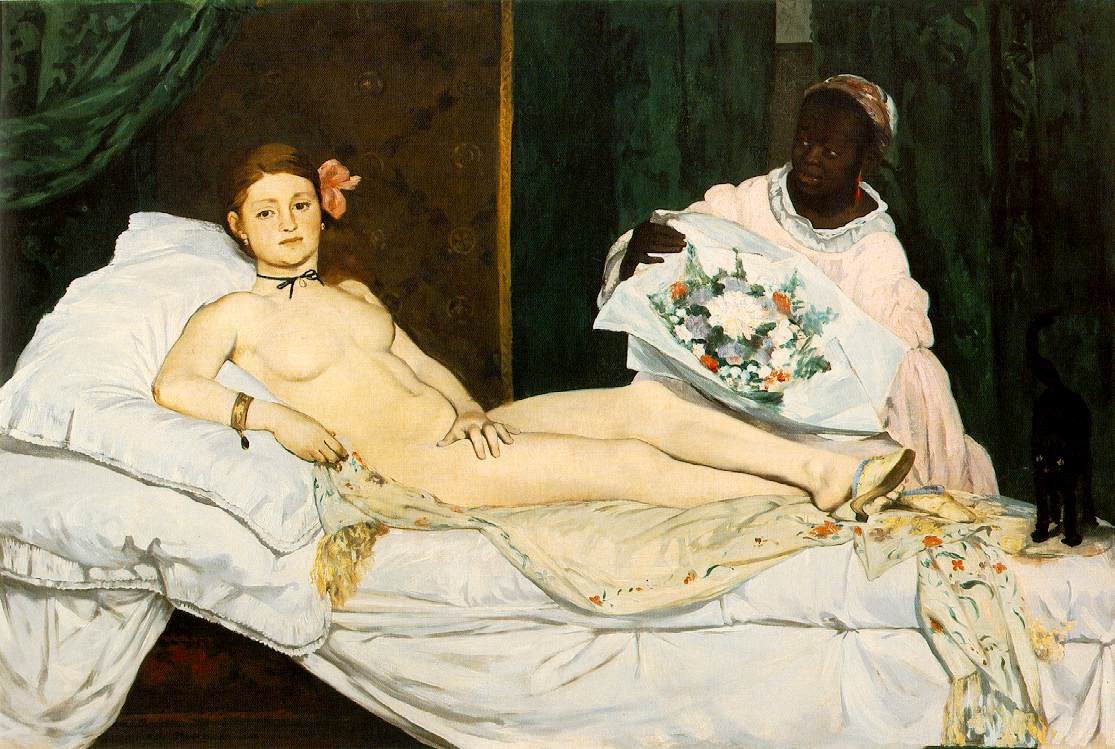
Olympia, de Manet (iniciador de l'impressionisme)

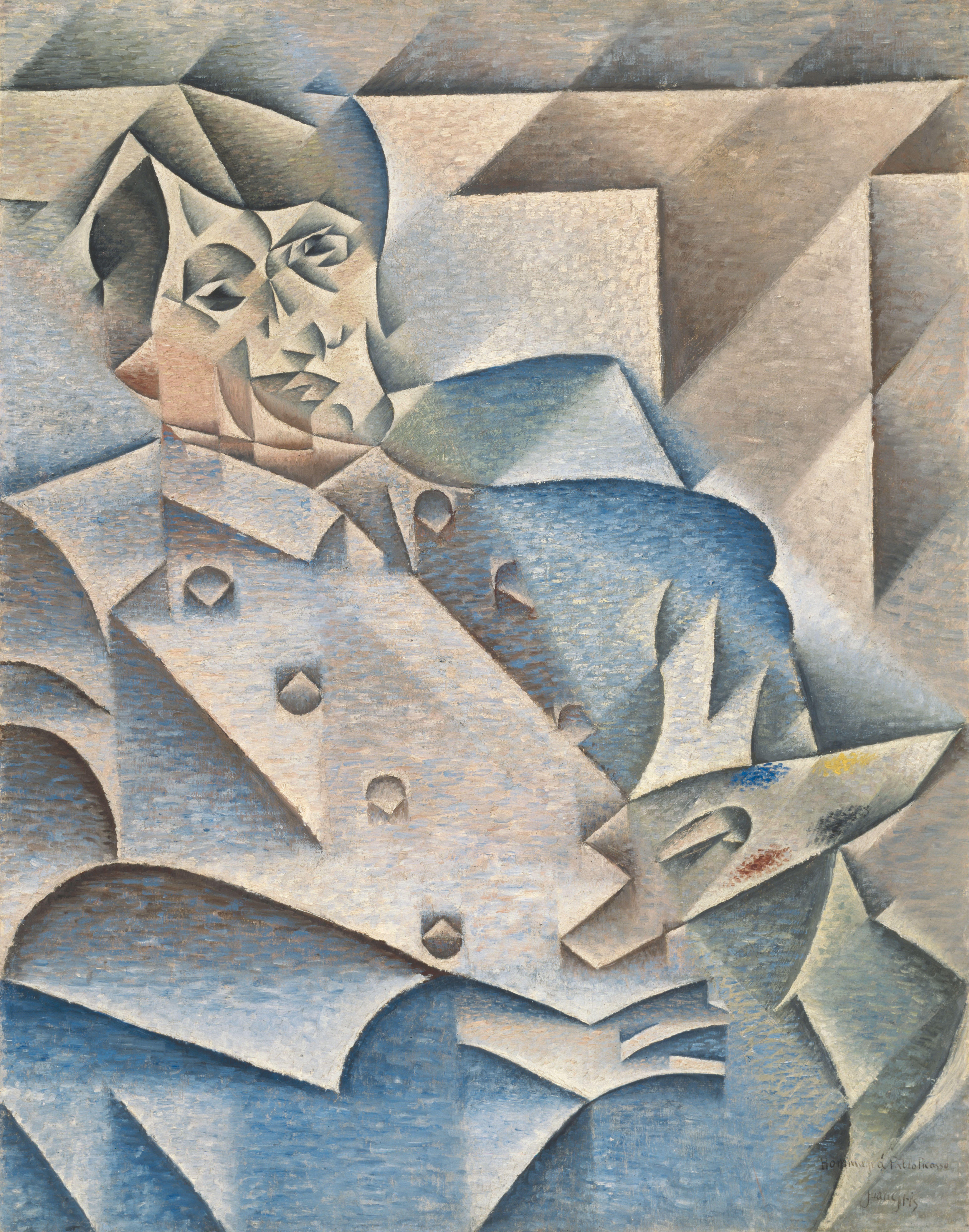
Retrat de Picasso, de Juan Gris (estil cubista)

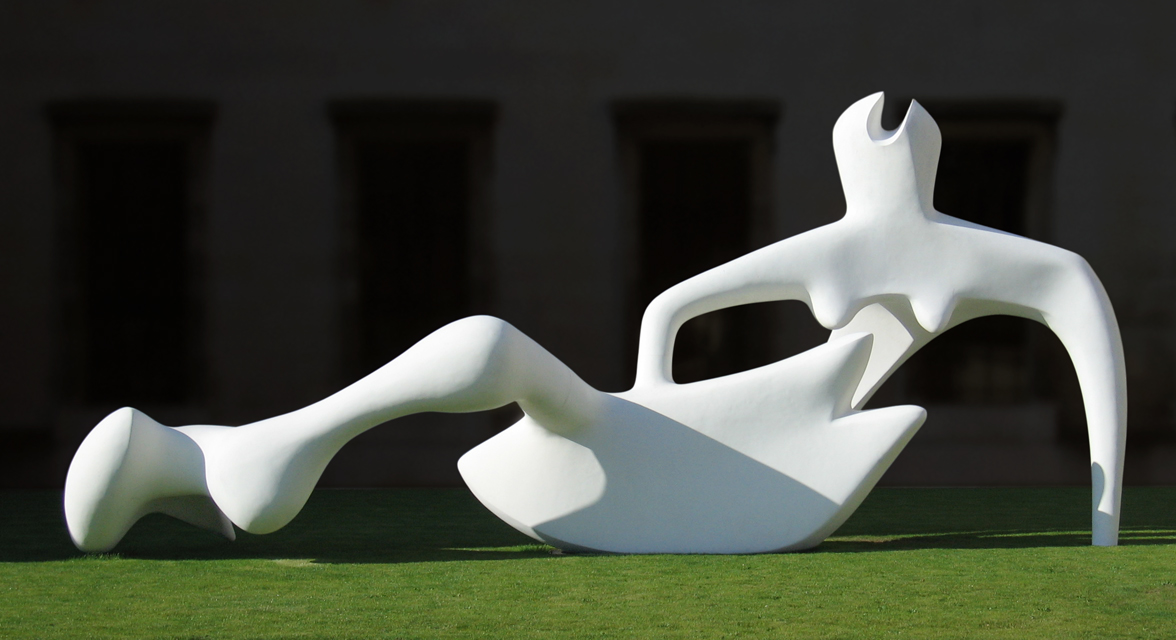
Reclining figure, de Henry Moore

En el terreny de l'art, entre la fi del segle xviii i principi del xix, s'inicia una evolució dels estils d'un gran dinamisme. Cronològicament, se succeeixen cada vegada amb més rapidesa, en un procés que culminarà al segle xx amb una atomització d'estils i corrents que conviuen i es contraposen, s'influeixen i s'enfronten.

### Seglexix
L'arquitectura vuitcentista va evolucionar molt intensament a causa dels avenços tècnics que van acompanyar la Revolució Industrial; la incorporació de nous materials, com el ferro i el formigó, van permetre la construcció d'estructures més sòlides i diàfanes. Estilísticament, la primera meitat de segle es va caracteritzar per un cert eclecticisme de les formes, així com un retons dels estils precedents que es reinterpretaren a partir de concepcions més modernes. És l'anomenat historicisme, que va produir moviments com ara el neoromànic, el neogòtic o el neobarroc, entre d'altres. A la darreria del segle va sorgir el modernisme, que va suposar una gran revolució en el terreny del disseny, amb personalitats com Víctor Horta, Otto Wagner, Antoni Gaudí, Lluís Domènech i Montaner i Josep Puig i Cadafalch.
El romanticisme fou un moviment d'una profunda renovació en tots els gèneres artístics. Els romàntics van posar especial atenció en el terreny de l'espiritualitat, de la imaginació, la fantasia i el sentiment. En el camp de la pintura, després d'una fase preromàntica amb artistes com William Blake i Johann Heinrich Füssli, van destacar Eugène Delacroix, Théodore Géricault, John Constable i Joseph Mallord William Turner. Una derivació del romanticisme va ser el moviment alemany del natzarenisme.
El realisme va sorgir a partir de mitjans de segle. Fou una tendència que va posar èmfasi en la realitat, en la descripció del món circumdant, especialment d'obrers i pagesos situats en el nou context de l'era industrial. El moviment anava acompanyat d'un cert component de denúncia social, lligat a moviments polítics com el socialisme utòpic. En pintura, destaquen Camille Corot, Gustave Courbet, Jean-François Millet, Honoré Daumier i Marià Fortuny. A Gran Bretanya va sorgir l'escola dels prerafaelites, que s'inspiraven —com el seu nom indica— en els pintors italians anteriors a Rafael Sanzio, així com en la fotografia, un invent revolucionari.
L'impressionisme fou un moviment profundament innovador, que va suposar una ruptura amb l'art acadèmic i una transformació del llenguatge artístic, iniciant el camí cap als moviments d'avantguarda. Els artistes s'inspiraven en la natura, de la que pretenien captar una «impressió» visual, la plasmació d'un instant al llenç —per influx de la fotografia—, amb una tècnica d'una pinzellada solta i tons clars i lluminosos. Es pot esmentar com a principals representants: Édouard Manet —el precursor—, Claude Monet, Camille Pissarro, Pierre-Auguste Renoir i Edgar Degas. En l'escultura foren igual de renovadores les aportacions d'Auguste Rodin que va crear les bases de l'escultura del segle xx. En el neoimpressionisme, estil que deriva de l'impressionisme, artistes com Georges Seurat i Paul Signac es preocupaven més dels fenòmens òptics i crearen la tècnica del puntillisme. En el postimpressionisme, artistes com Henri de Toulouse-Lautrec, Paul Gauguin, Paul Cézanne, Vincent Van Gogh i Joaquim Sorolla, partiren de les noves troballes tècniques dels impressionistes, però les van reinterpretar d'una manera molt personal, i obriren diferents vies de desenvolupament que serien molt importants en l'evolució de l'art del segle xx.

### Seglexx
Al segle xx, l'art viu una gran transformació, ja que en una societat materialista, més consumista, l'expressió artística es dirigeix als sentits i no a l'intel·lecte. Igualment, és especialment rellevant el concepte de moda, una combinació entre la rapidesa de les comunicacions i l'aspecte consumista de la civilització actual. Les últimes tendències artístiques perden l'interès en l'objecte artístic; l'art tradicional era un art centrat en l'objecte, i l'actual atén al concepte. Hi ha una revaloració de l'art actiu, de l'acció, de la manifestació espontània, efímera, no comercial; dos exemples els trobem en l'art conceptual, videoart, fluxus i el happening. En aquest segle es poden distingir dos grans moviments: les avantguardes i l'art postmodern.
L'arquitectura va patir una profunda transformació en tots els àmbits, des de les formes tradicionals fins als moviments d'avantguarda. Aquest canvi va suposar un nou concepte constructiu basat en una concepció més racional de l'espai, que s'estructura d'una forma més depurada i funcional, amb una especial atenció en les noves tecnologies i en la seva ubicació mediambiental. La principal tendència artística fou el racionalisme, representat fonamentalment per l'Escola de la Bauhaus. Entre els arquitectes més destacats sobresurten Ludwig Mies van der Rohe, Le Corbusier, Josep Lluís Sert, Oscar Niemeyer, Alvar Aalto, Rafael Moneo i Norman Foster.
L'avantguarda fou un primer gran moviment dins el qual s'inclouen estils com el fauvisme, l'expressionisme, el cubisme, el futurisme, el dadaisme, el surrealisme i l'art abstracte. El fauvisme va suposar una experimentació en el terreny del color que és tractat d'una manera subjectiva i personal. L'expressionisme, impulsat especialment per grups com Die Brücke i Der Blaue Reiter, nasqué com una reacció a l'impressionisme. Es produeix un predomini de l'expressió de la vida interior per sobre de la impressió de la realitat; tot cercant una temàtica personal es conrea el gust per tot el que és fantàstic. El cubisme cerca organitzar la visió simultània d'objectes dins una trama geomètrica i amb una gamma de colors freds; també cal destacar l'aparició del collage. Una de les principals figures d'aquest moviment va ser Pablo Picasso. El futurisme fou un moviment italià que exaltava els valors del progrés tècnic i industrial, i el dadaisme, aparegué com una reacció als desastres de la Primera Guerra Mundial; personalitats com Hans Arp i Marcel Duchamp es van qüestionar els temes i les tècniques artístiques tradicionals i experimentaren amb materials nous, com els ready-made. El surrealisme va imposar la fantasia, el món dels somnis, mostrant l'inconscient de l'artista. Entre els artistes surrealistes sobresurten Salvador Dalí, Max Ernst, Joan Miró i Henry Moore. Amb l'art abstracte, iniciat per Vassili Kandinski, es deixa de banda l'aspecte real, la imitació de la natura, per centrar-se en l'expressivitat de l'artista, mitjançant formes i colors que eviten qualsevol component referencial. L'anomenat constructivisme fou un estil compromès políticament que va néixer a la Rússia revolucionària; va generar una sèrie d'obres abstractes amb una tendència a la modelació geomètrica.
- Alliberament de 1.001 globus blaus, «escultura aerostàtica» d'Yves Klein
- Bioart fet amb bacteris, expressant vuit colors diferents de proteïnes fluorescents

### Darreres tendències
A mitjan segle xx va aparèixer l'informalisme, estil d'unes tendències basades en l'expressivitat de l'artista que renunciava a qualsevol aspecte racional de l'art. Als Estats Units es va desenvolupar l'expressionisme abstracte amb la utilització de la tècnica del dripping o el degoteig de pintura realitzat amb diversos objectes; en contra d'aquest moviment va sorgir el pop art, d'inspiració popular i que prenia imatges del món de la publicitat. El minimalisme va suposar un procés de desmaterialització, amb obres de caràcter abstracte i d'una marcada simplicitat; com a reacció, va aparèixer l'hiperrealisme, amb una visió exagerada de la realitat que formalment presentava un aspecte quasi fotogràfic. L'art conceptual (happening, fluxus, performance) se centra en el procés mental de la creació artística, basant-se en l'afirmació que l'art és deu a la idea i no a l'objecte. Inclou tendències com l'art povera, el body art —amb el cos humà com a suport—, l'art natura —utilitza la mateixa natura en les obres— i el bioart —usa tècniques biològiques. L'art postmodern és l'oposició a l'anomenat art modern, i assumeix el fracàs com a projecte modern dels moviments d'avantguarda. És l'art autoreferencial, l'art per l'art que no pretén cap tasca social. Finalment, es pot afegir l'estil del neoexpressionisme entre els quals es destaca l'artista mallorquí, Miquel Barceló.

## L'art arreu del món

### Art precolombí

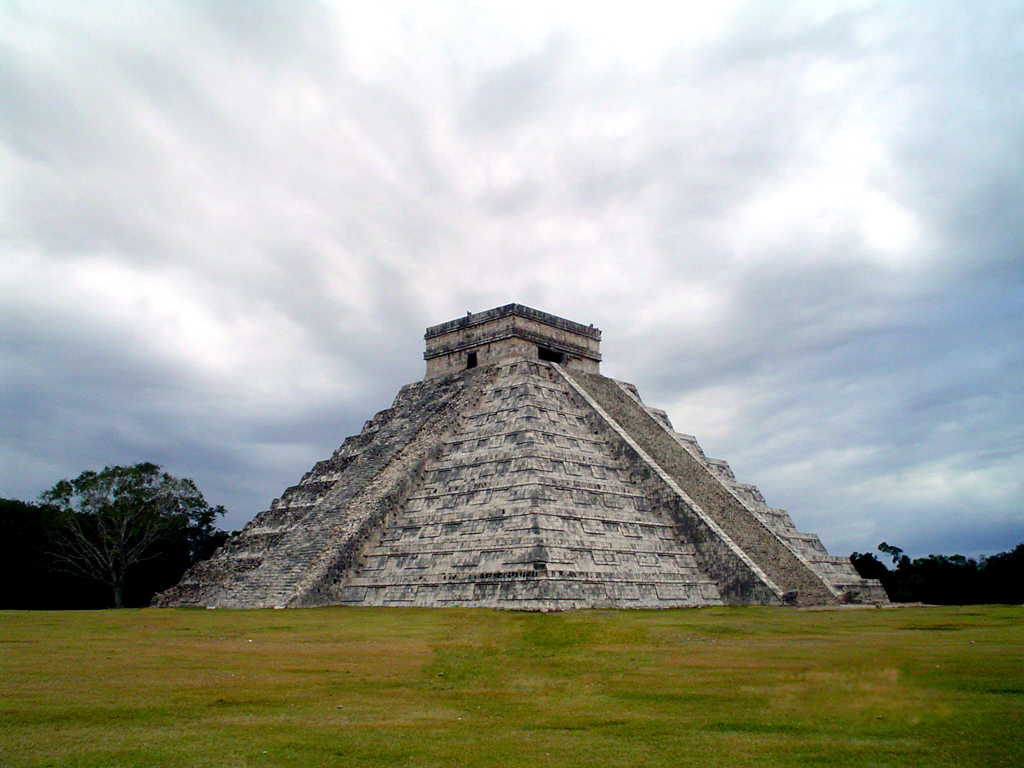
Temple de forma piramidal de Chichén Itzá

Les primeres grans civilitzacions americanes van aparèixer a Mèxic. Els olmeques varen afaiçonar escultures de pedra d'un gran naturalisme, així com uns colossals caps monolítics de fins a 3,5 metres d'alçada. Els zapoteques van construir el magnífic conjunt de la Ciutat dels Temples, al Mont Albán. Posteriorment, els maies van desenvolupar un art de caràcter religiós en el qual destaquen els temples de forma piramidal, com els de Tikal i Chichén Itzá. Els tolteques van construir el Temple del Déu de l'Estel del Matí a Tula, i han deixat una de les millors mostres d'escultura precolombina: el Chac Mool. Els asteques van consagrar l'art a l'expressió del poder, sobresurtin les obres de la seva capital, Tenochtitlán.
Al Perú, la primera cultura de rellevància va ser la de Chavín de Huántar (900 aC), un complex religiós on destaca un temple edificat sobre tres pisos de galeries. Altres cultures remarcables de la regió van ser la de Paracas, la mochica i la nazca, amb les seves enigmàtiques Línies de Nazca. Més endavant, els inques van desenvolupar una important cultura, amb una arquitectura i una enginyeria civil molt notable; destaca la ciutat de Machu Picchu.

### Àfrica

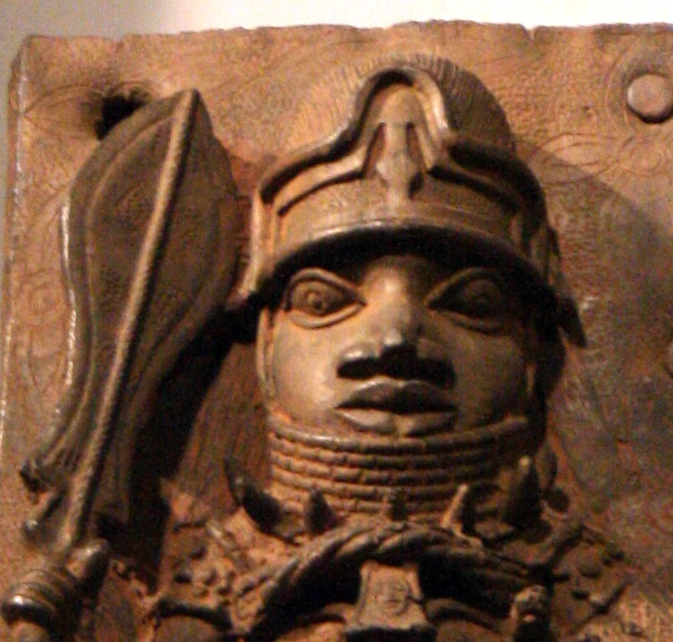
Detall d'una placa dels Bronzes de Benín

La principal peculiaritat de l'art africà, en general, ha estat sempre el seu caràcter màgic i religiós, amb obres de fusta, pedra o ivori, tant en màscares com en figures exemptes de caràcter més o menys antropomòrfic. La primera producció artística d'una certa rellevància va ser la de la cultura nok, al nord de l'actual Nigèria. Al Sudan es van desenvolupar les cultures kerma i mèroe, caracteritzades per monumentals construccions en argila, belles armes i ceràmica. A Etiòpia va destacar la ciutat d'Axum, essent destacables les seves esteles en forma de pilars monolítics de caràcter funerari, de fins a 30 metres d'alçada.
A Zimbàbue va florir la cultura dels monomotapa, la capital de la qual, Gran Zimbàbue, va ser una de les ciutats més grans de tota Àfrica. A Ifé i a Benín, centres de la cultura ioruba, aparegué una notable escola de figures en terracota i bronze, d'un gran naturalisme. D'aquesta època daten, també, les esglésies tallades a la roca de Lalibela, a Etiòpia. A Mali destaquen les construccions en tova, com la Gran Mesquita de Djenné, datada inicialment al segle xiii, però que ha estat reconstruïda diverses vegades.

### L'Índia
L'art de l'Índia té un caràcter principalment espiritual i ha estat un vehicle de transmissió de les grans religions del país: hinduisme, budisme i islamisme. La primera gran civilització fou la de la ciutat de Mohenjo-Dāro, amb un avançat pla urbanístic, amb edificis públics construïts en fang cuit i maó. Entre els segles iii i ii aC s'imposà l'Imperi Maurya, amb un tipus d'art de signe budista, que tenia com a monument més característic la stūpa, un túmul funerari de caràcter commemoratiu, en general recobert de relleus amb escenes de la vida de Buda. Altres mostres d'art budista es troba a Gandhara, amb una clara influència hel·lenística i sassànida.
Entre els segles iv i viii l'Imperi Gupta deixà mostres del seu art especialment en uns santuaris rupestres excepcionals. Posteriorment, l'art hindú va tenir el seu apogeu entre els segles viii i xii, amb un tipus de santuari molt característic, el śikhara; un bon exemple és Udaipur (Rajasthan). Després de la invasió musulmana cal destacar l'art mogol, de formes islamiques, que deixà com a gran referent el Taj Mahal (segle xvii).

### Xina

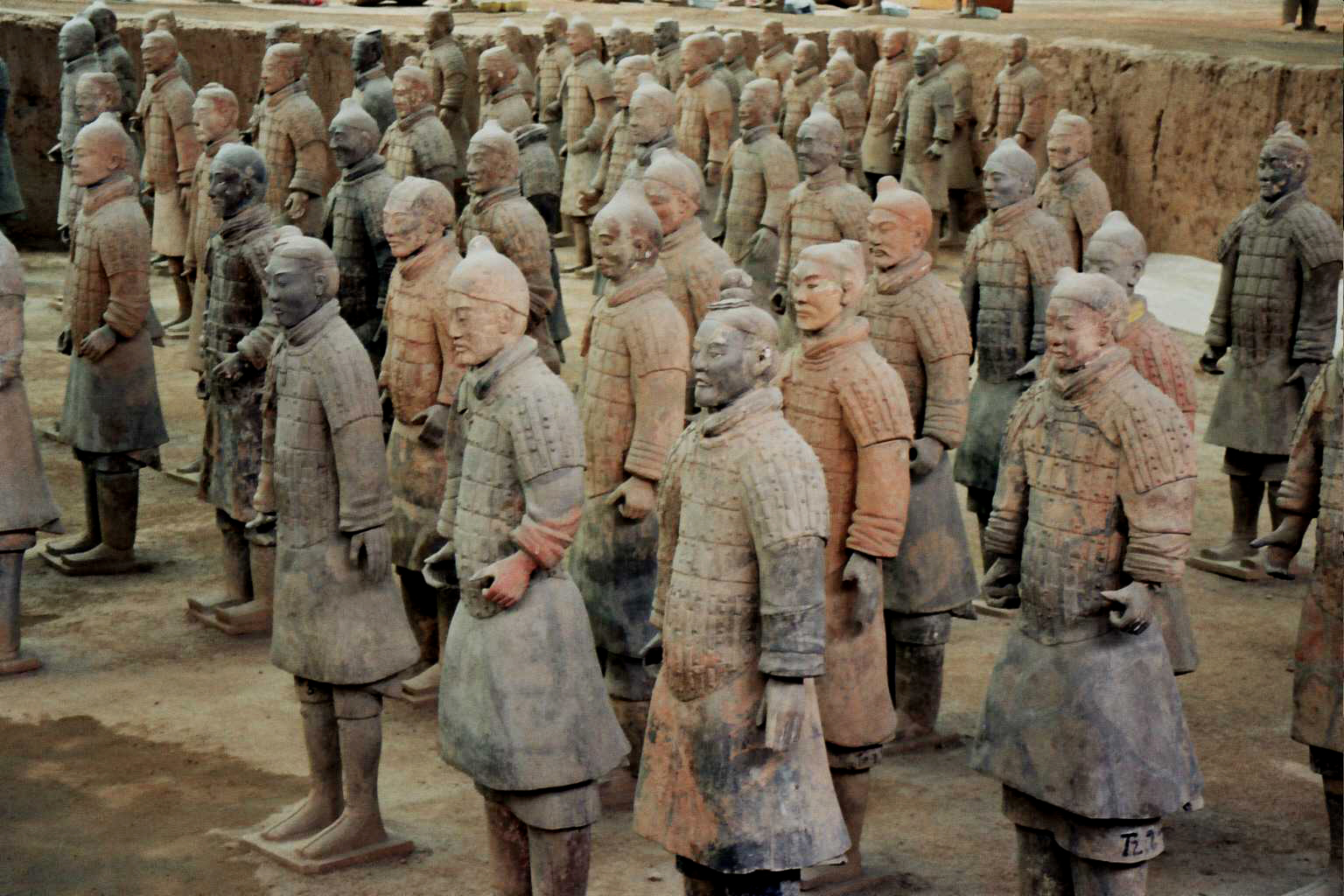
Exèrcit de guerrers de terracota de Xi'an

Com en la majoria de l'art oriental, el de la Xina té un marcat caràcter religiós, principalment influït pel taoisme, el confucianisme i el budisme. S'acostuma a estudiar per etapes, que coincideixen amb les dinasties regnants: 
- La dinastia Shang (1600-1046 aC) va destacar pels objectes i escultures en bronze, especialment atuells decorats en relleus, màscares i estàtues antropomòrfiques, com les trobades a la zona de Txengdu.
- La dinastia Zhou (1045-256 aC) va crear un estil decoratiu i ornamentat, de figures estilitzades i dinàmiques, donant continuat al treball en coure.
- La dinastia Qin (221-206 aC) va deixar per a la posteritat la monumental Gran Muralla Xinesa, així com l'impressionant exèrcit de guerrers de terracota de Xi'an.
- La dinastia Han (206 aC - 220) va viure la introducció del budisme, i aquest trobà la seva expressió també en la pintura i els relleus de santuaris i cambres d'ofrenes. Durant el període de les Sis Dinasties (220-618) el budisme es va estendre encara més, i es construïren grans santuaris amb colossals estàtues de Buda.
- La dinastia Tang (618-907) va ser un dels períodes més importants de l'art xinès. Destaca la seva escultura i les cèlebres figures de ceràmica; en l'àmbit de l'arquitectura la tipologia principal fou la pagoda (Hua-ien, Hsiangchi), i en la pintura es va conrear el paisatge.
- Durant la dinastia Song (960-1279) es va assolir un elevat nivell cultural que rebria l'admiració de generacions posteriors; destaca la ceràmica i la pintura paisatgística.
- La dinastia Yuan (1280-1368) conreà especialment elements decoratius, principalment catifes, ceràmica i obres de metall; en pintura van proliferar obres de temàtica religiosa.
- La dinastia Ming (1368-1644) va fer construir la Ciutat Prohibida; pel que fa a la pintura, predomina l'element tradicional, de signe naturalista i d'una certa opulència; també destaquen les peces de porcellana.
- Durant la dinastia Qing (1644-1911) hi hagué continuïtat en el conreu de les formes tradicionals, amb una pintura força eclèctica, amb preferència pels temes florals. Seguí desenvolupant-se la tradició de les arts aplicades, especialment en ebenisteria, peces de porcellana, teixits de seda, laca, esmalts i talles de jade.[81]

### Japó
La història de l'art japonès també s'estudia per períodes: 

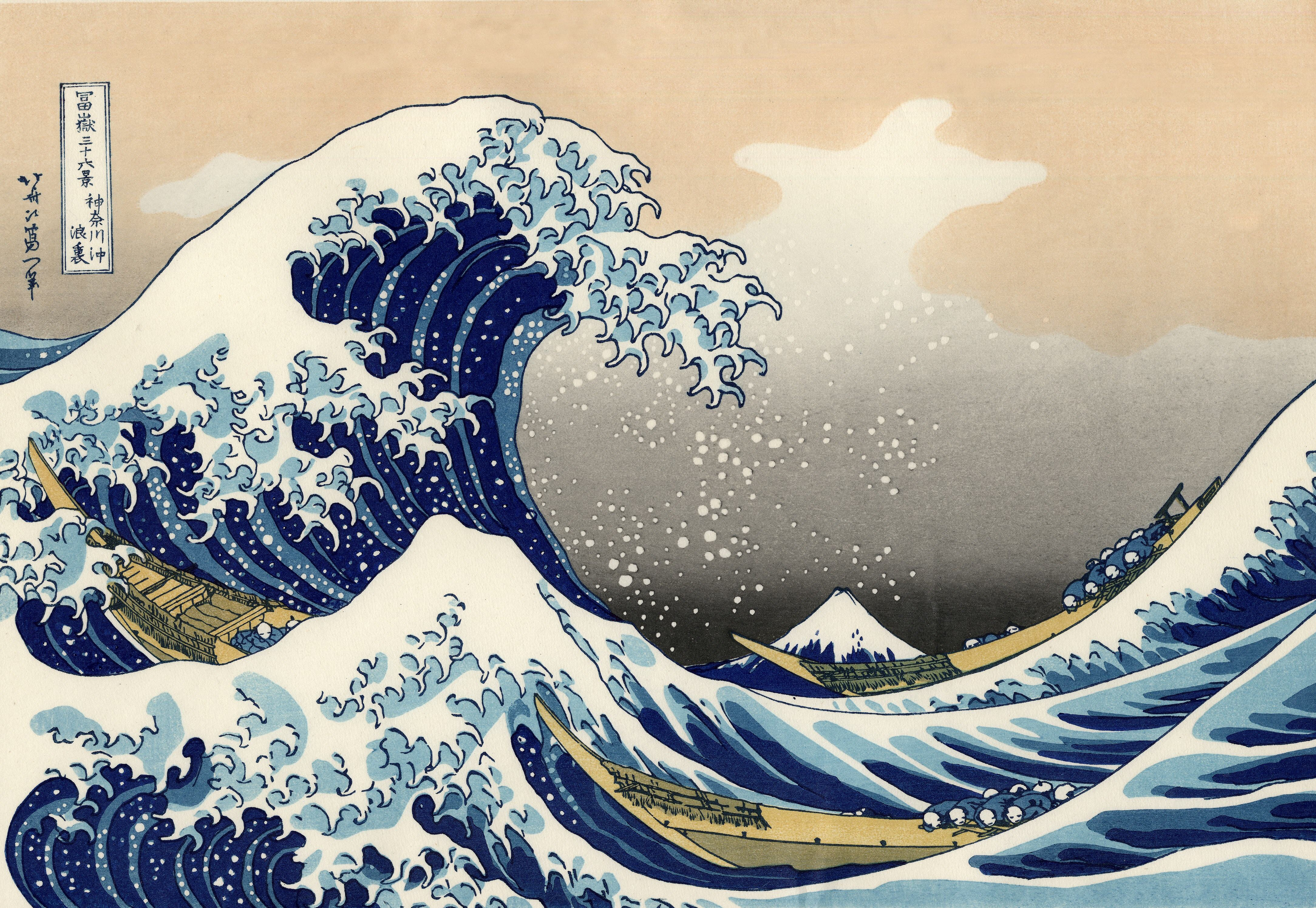
La gran ona de Kanagawa, de Katsushika Hokusai

- El període Jōmon (5000 aC - 200 aC) va estar marcat per la producció de ceràmica, la més antiga feta per l'ésser humà que es coneix; presenta decoracions amb incisions o impressions amb cordes.
- Durant el període Yayoi (200 aC - 200) es va difondre un tipus de sepultura de grans dimensions, amb una cambra i un túmul ornamentats amb cilindres de terracota.
- Del període Kofun (200-600) destaquen les grans sepultures anomenades kofun, així com unes figures de terracota anomenades haniwa.
- Durant el període Asuka (552-646) el budisme arribà al Japó; cal destacar el temple de Hōryū-ji (607) i les estàtues del Buda Gautama de l'època.
- L'apogeu de l'art budista arribà durant el període Nara (646-794), amb exemples arquitectònics com el temple de Tōdai-ji i escultures com el Buda de Tachibana i Bodhisattva Gakko.
- El període Heian (794-1185) és el que es considera com més clàssic; destaquen el monestir de Byōdō-in i l'escola pictòrica de yamato-e.
- Durant el període Kamakura (1185-1333) s'implanta el zen, que va influir poderosament en l'art figuratiu i en la pintura, el retrat i el paisatge.
- En el període Muromachi (1333-1573) sobresurt la pintura, emmarcada dins l'estètica zen i destaca l'estil sumi-e. També es desenvolupa d'una manera especial l'art de la jardineria i l'elaboració d'objectes de laca i metall.
- En el Període Azuchi-Momoyama (1573-1615) l'art s'allunya de l'estètica budista per decantar-se pels valors tradicionals japonesos. És un període en el qual es van construir grans castells, com el de Himeji; pel que fa a la pintura, es continuà amb la tradició èpica japonesa, i la ceràmica va assolir un moment d'un gran apogeu.
- Durant el període Edo (1615-1868) el Japó va tancar les portes a tot contacte exterior, tot i que va ser una època d'una gran prosperitat. Es va desenvolupar notablement la pintura, que va adquirir una gran vitalitat; destaquen Tawaraya Sōtatsu, així com l'escola ukiyo-e, amb artistes com Kitagawa Utamaro, Katsushika Hokusai, Utagawa Hiroshige.[82]

### Oceania

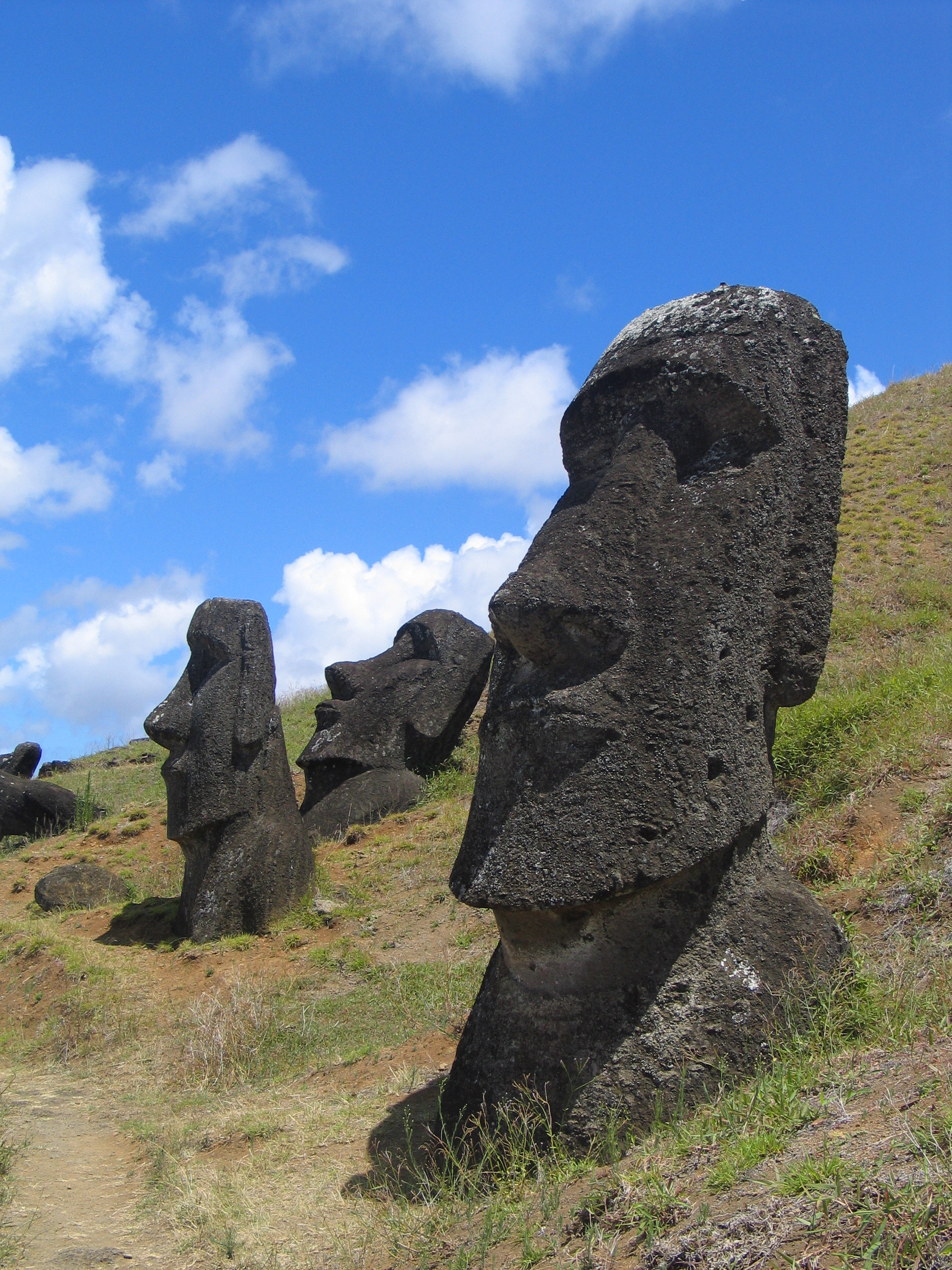
Moai a Rano Raraku, a l'Illa de Pasqua.

L'art d'Oceania està marcat per la multiplicitat de territoris insulars dispersos per l'oceà Pacífic, amb Austràlia i Nova Zelanda com a grans superfícies i tres importants conjunts d'illes i arxipèlags: Polinèsia, Melanèsia i Micronèsia. La primera cultura que es coneix va ser la lapita (1500-500 aC), caracteritzada per una ceràmica decorada amb motius dentats fets amb pintes o pues, així com objectes d'obsidiana i petxines. A Austràlia destaquen les pintures rupestres, que són força esquemàtiques i tendeixen a la simplificació geomètrica. Més tard es va produir una expansió cap a illes més allunyades i es generà una gran diversificació cultural; la majoria de manifestacions artístiques foren de caràcter ritual, relacionades amb danses i cerimònies de tipus religiós.
A la Micronèsia es van construir elaborats complexos arquitectònics amb escultures de pedra i megàlits. A Hawaii s'aixecaren grans temples heiau, amb escultures de fusta de fins a tres metres que representaven als seus déus, i a Nova Zelanda, els maoris van desenvolupar un tipus de talla de fusta amb figures de líders polítics i religiosos. Especialment famosos són els famosos caps monolítics (moai) de l'illa de Pasqua que realitzats entre l'any 900 i el 1600. A la Melanèsia cal citar les grans cases de reunió o «cases dels esperits», destinades a celebrar cerimònies relacionades amb el culte als avantpassats en el que es feien servir una gran quantitat de màscares. Els asmat d'Irian Jaya (Nova Guinea) construïen uns pals commemoratius anomenats bisj, d'entre 5 i 10 metres d'alçada, tallats amb figures antropomòrfiques, i a les illes Salomó el més característic són les estàtues de fusta de figures humanes o animals, amb incrustacions de petxines.

## Funcions de l'art

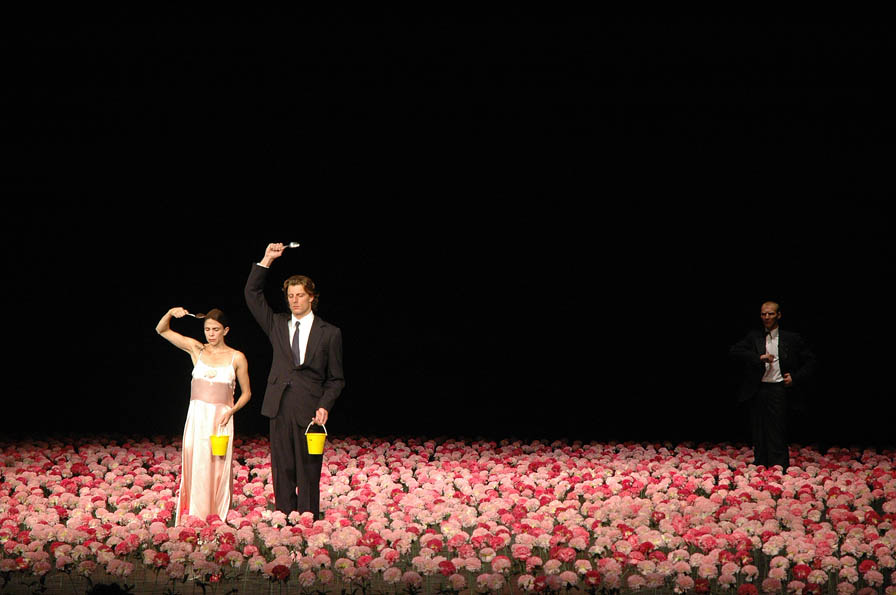
Representació de Cravos, de Pina Bausch

La funció de l'art pot variar des de la més pràctica fins a l'ornamental; pot tenir un contingut religiós o simplement estètic; pot ser durador o efímer. Al segle xx es va perdre fins i tot el substrat material; deia Joseph Beuys que la vida és un mitjà d'expressió artística, i en destacava l'aspecte vital, l'acció. Des d'aquest punt de vista, tothom pot ser un artista.
Autors com Henri de Saint-Simon i Charles Fourier van defensar la funció social de l'art, que contribueix al desenvolupament de la societat, unint bellesa i utilitat en un conjunt harmònic. D'altra banda, a la Gran Bretanya, l'obra de teòrics com John Ruskin i William Morris va aportar una visió funcionalista de l'art. A Les pedres de Venècia (1851-1856) Ruskin va denunciar la destrucció de la bellesa i la vulgarització de l'art portada a terme per la societat industrial, així com la degradació de la classe obrera; ell defensava la funció social de l'art; a L'art del poble (1879) demanà canvis radicals en el camp de l'economia i en la societat, reclamant un art «fet pel poble i per al poble». D'altra banda, Morris —fundador del moviment Arts and Crafts— va defensar un art funcional, pràctic, «que satisfaci necessitats materials i no solament espirituals». A Escrits estètics (1882-1884) va plantejar un concepte d'art utilitari però allunyat de sistemes de producció excessivament tecnificats, pròxim a un concepte del socialisme proper al corporativisme medieval.
La funció de l'art va ser qüestionada per l'escriptor rus Lev Tolstoi. A Què és l'art? (1898), es va plantejar la justificació social de l'art, argumentant que essent l'art una forma de comunicació només pot ser vàlid si les emocions que transmet poden ser compartides per tots els homes. Per a Tolstoi, l'única justificació vàlida és la contribució de l'art a la fraternitat humana: una obra d'art només pot tenir valor social quan transmet valors de fraternitat, és a dir, emocions que impulsin la unificació dels pobles.
Claude Lévi-Strauss distingeix entre funcions motivades i no motivades de l'art. Entre les funcions «no motivades» considera: l'instint d'harmonia i equilibri —basant-se en el concepte d'Aristòtil de mimesi o imitació, s'afirma que l'art busca l'harmonia com a part de l'instint humà—, l'experimentació del misteri de la vida o del poder creador, l'expressió de la imaginació, la comunicació universal per sobre de les diferències de cada cultura, i les funcions rituals i simbòliques, com tot l'art religiós. Entre les funcions «motivades»: la comunicació personal de l'artista, l'entreteniment, el canvi polític o social —històricament sempre ha coexistit l'artista compromès, que veu la seva obra com un mitjà per canviar la realitat o modificar la consciència, i l'artista que creu que l'art és autònom—, l'art com a teràpia, l'art com a subversió —com el graffiti—, i l'art per a la propaganda o publicitat.

## Institucions artístiques

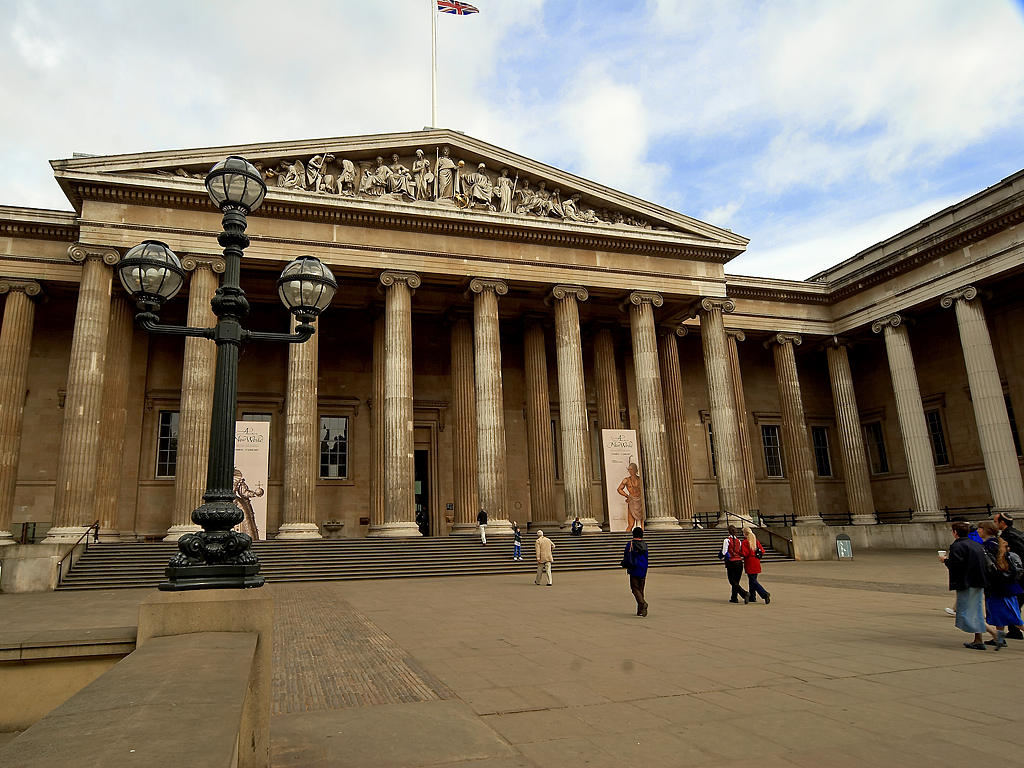
L'entrada al Museu Britànic

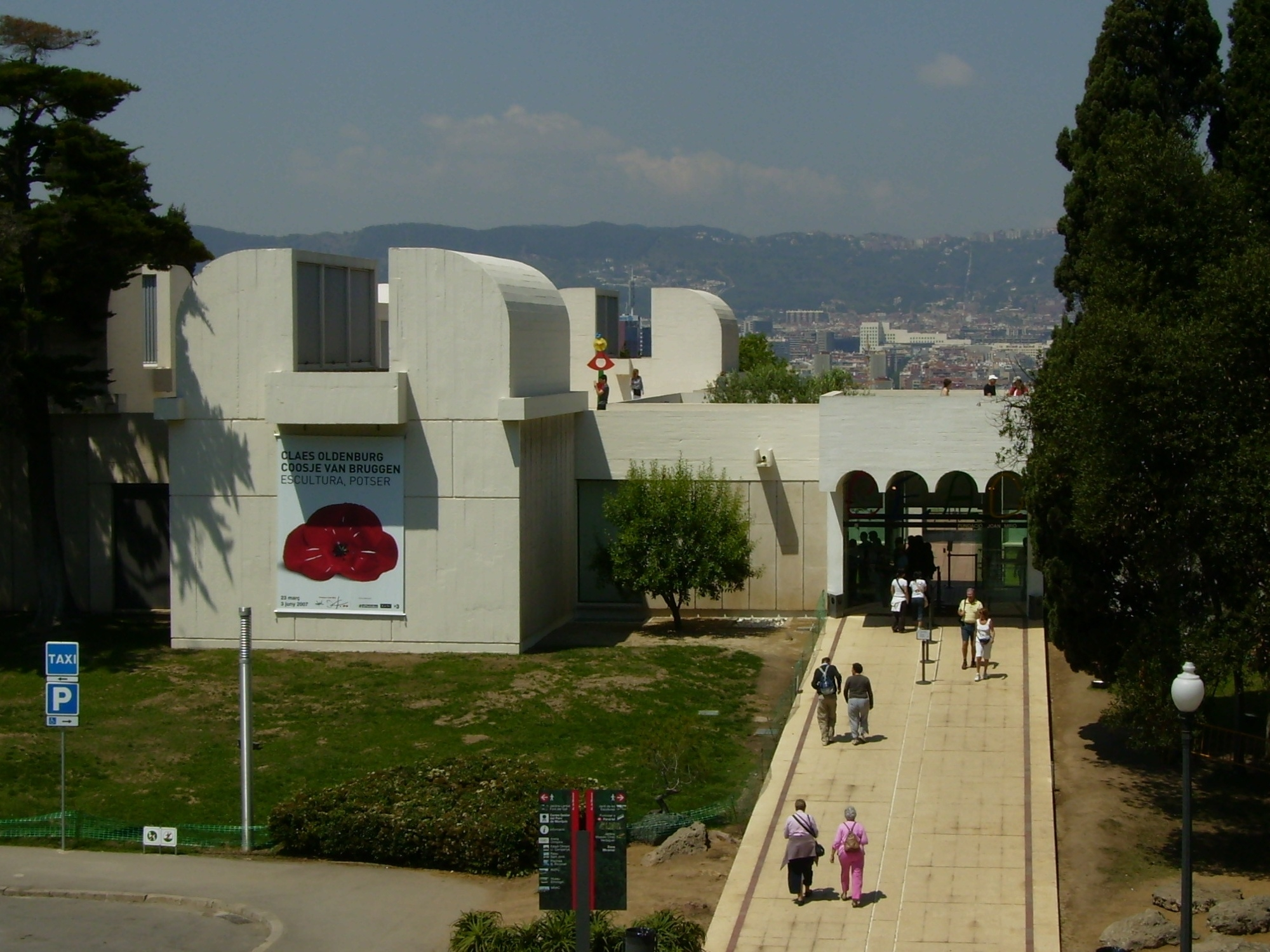
Fundació Joan Miró a Barcelona

Es poden considerar quatre grans institucions artístiques: el museu, l'acadèmia, les galeries d'art i les fundacions d'art.

### Museus
Els museus són institucions dedicades a l'estudi, conservació i exposició d'obres d'art. Els museus tenen el seu origen en el col·leccionisme; a l'obra d'art se li afegeix un valor històric o cultural, bé d'admiració o de singularitat. A partir del segle xviii van començar a obrir-se les col·leccions al públic, i sorgiren els museus de protecció estatal. Gran referents són el museu Britànic (1753), la Galleria degli Uffizi (1769), el Louvre (1789), el museu del Prado (1819), l'Altes Museum de Berlín (1830), la National Gallery de Londres (1838) i l'Ermitage (1851). A la vegada, van sorgir les acadèmies, unes institucions que regulaven el procés creatiu, educatiu i formatiu de l'art.
El Consell Internacional de Museus (ICOM), defineix el museu com «una institució sense ànim de lucre, permanent, al servei de la societat i el seu desenvolupament, obert al públic, que adquireix, conserva, investiga, comunica i exhibeix testimonis materials de l'evolució de la natura i de l'home, amb finalitats d'estudi, d'educació i de delectació». Existeixen dues disciplines vinculades a l'estudi dels museus: la museografia, que estudia el vessant tècnic i estructural dels museus —arquitectura, equipament, mitjans d'exposició—, i la museologia, que analitza el museu des d'una perspectiva històrica, social i cultural.

### Acadèmies d'art
Les acadèmies d'art són institucions encarregades de preservar l'art com a fenomen cultural, de reglamentar el seu estudi i la seva conservació, i de promocionar-lo mitjançant exposicions i concursos. Originàriament, servien també com a centres de formació d'artistes, encara que amb el temps van perdre aquesta funció. Les primeres acadèmies van sorgir a Itàlia al llarg del segle xvi. Destaquen l'Accademia del Disegno de Florència (1563) i l'Accademia di San Luca a Roma (1577). Posteriorment, cal afegir l'Académie Royal d'Art de París (1648), l'Akademie der Künste de Berlín (1696), la Reial Acadèmia de Belles Arts de San Fernando de Madrid (1744), l'Acadèmia Russa d'Arts de Sant Petersburg (1757), i la Royal Academy of Arts de Londres (1768).
Les acadèmies d'art sovint han estat criticades com a centres conservadors, ancorats en el gust per l'art clàssic, excessivament reglamentades. Per aquest motiu, provoquen que el terme art acadèmic sigui sinònim d'un art de tall clàssic i que prioritza un culte a les formes tradicionals. Actualment, les acadèmies tenen més que res una funció institucional, representativa i d'assessorament.

## Galeries i comerç artístic
Aquests establiments són el nexe d'unió entre els artistes i el públic interessat a posseir art. A la segona meitat del segle xix, amb la cada cop més gran fugida dels artistes del mecenatge i l'esclavitud (temàtica i tècnica) que això comportava, començant a instituir-se establiments que mostren les obres més actuals, sovint fora de les normes acadèmiques. D'aquesta manera, l'art començava a estar a l'abast del públic del carrer que podia obtenir obres originals per lluir-les a casa seva. Així mateix, les Galeries feien d'intermediaris entre els artistes i la gent interessada. En certa manera, aquests establiments van aconseguir socialitzar l'art i promoure amb el temps el principi del que més endavant serien les col·leccions particulars; un fenomen relativament nou: el col·leccionisme d'art. La funció més important, però, d'aquests establiments ha estat el descobriment de nous talents i la seva difusió i promoció.

### Fundacions d'art
Les fundacions d'art són conegudes com el «tercer sector», ja que són privades, però no persegueixen fins lucratius, per la qual cosa se situen entre els museus i les galeries d'art. Les fundacions són institucions de l'àmbit privat i filantròpic i són les encarregades de difondre i fomentar l'art. Entre les seves funcions es consideren tant la conservació d'obres d'art —en general aquestes fundacions tenen les seves pròpies col·leccions— com l'estímul i foment de creativitat artística, mitjançant beques per a joves artistes. Són una instància intermèdia entre la societat civil i l'estat, i per aquest motiu les fundacions afavoreixen la participació ciutadana dins les esferes culturals, tot fomentant la democratització de l'estament artístic.
Entre les diverses fundacions internacionals destaquen la Fundació Lucio Fontana, la Fundació Solomon R. Guggenheim, la Fundació BBVA, la Fundació Telefònica, entre d'altres. Dins l'àmbit catalanoparlant destaquen la Fundació Miró, la Fundació Antoni Tàpies, la Fundació Caixa Fòrum, la Fundació Juan March, la Fundació Gala-Salvador Dalí i la Fundació Thyssen-Bornemisza.

## Mercat artístic

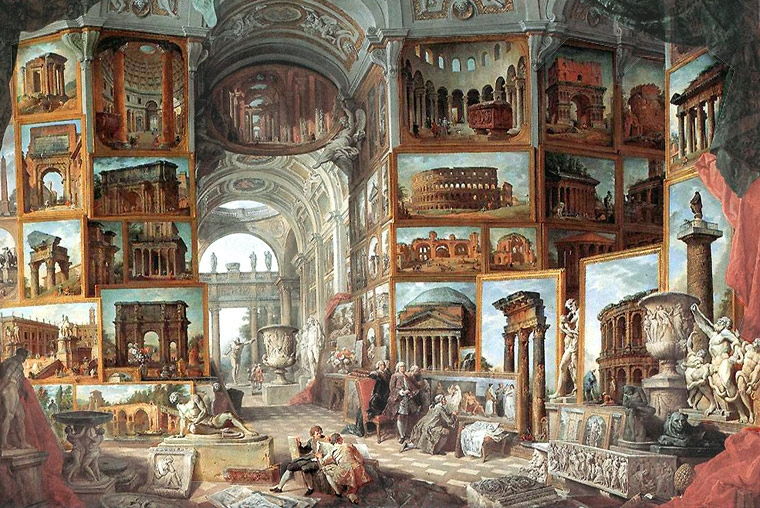
Galeria d'art amb vistes de Roma antiga (1754-1757), de Giovanni Paolo Pannini.

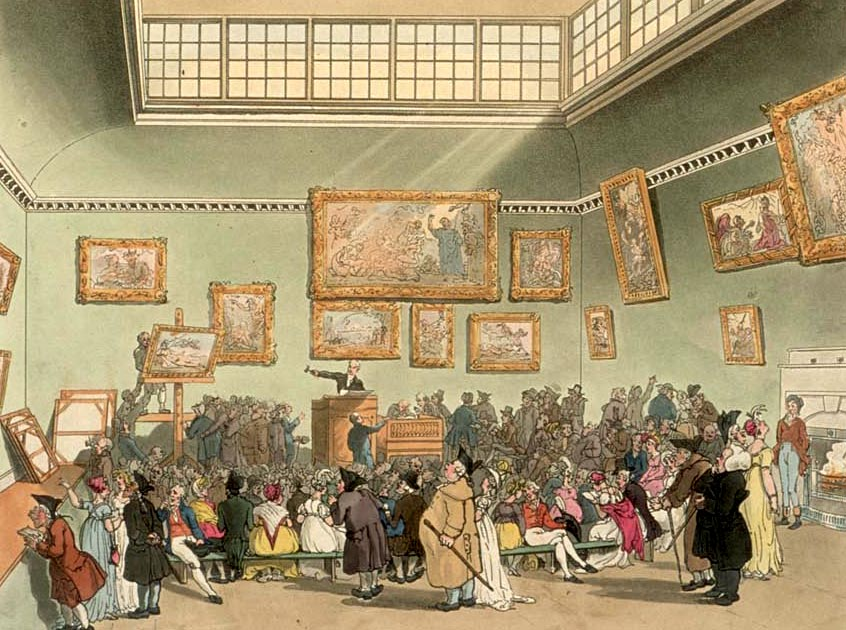
Sala de subhasta de Christie's de Londres, el 1808.

La valoració de l'obra d'art com a mercaderia susceptible de ser adquirida per una contraprestació econòmica comença amb la presa de consciència de la singularitat de l'art, del seu valor com a obra única i irrepetible, unit a aspectes com ara la seva antiguitat, la seva qualitat o la seva autenticitat. El comerç artístic va sorgir a Grècia i Roma, però es va consolidar durant el renaixement. Al segle xvi existien ja a Venècia i Florència llotges especialitzades en la transacció de l'art. Al segle xvii el principal centre comercialitzador d'art foren els Països Baixos, on una creixent burgesia feia de l'art un reflex del seu estatus social.
Al segle xix el mercat de l'art va cobrar una gran difusió, en paral·lel a l'obertura dels museus públics i a la realització d'exposicions internacionals on s'exhibien els millors productes de diferents països, tant artístics com industrials. Aleshores, va proliferar l'obertura de galeries privades d'art, i aparegué la figura del marxant d'art, que sovint tindrà un paper rellevant en la seva relació amb els artistes, arribant a aconseguir un espai propi dins la història de l'art. Entre d'altres, cal destacar Daniel-Henry Kahnweiler o Ambroise Vollard. També van aparèixer cases de subhastes, com les famoses Christie's i Sotheby's britàniques, la francesa Drouot, l'alemanya Lempertz, la italiana Finarte o les espanyoles Brok, Ansorena i Durán.
Un dels principals mitjans de comercialització de l'art són les fires, on els artistes fan conèixer les seves obres, mentre que el públic pot apreciar-les i estar al corrent de les diverses novetats que es van succeint en el temps. Les fires han anat adquirint cada vegada més gran rellevància, existint un circuit on, al llarg de l'any, diverses ciutats de tot el món acullen fires de diversa índole. Actualment, la seva comesa no només és comercial, sinó també cultural i institucional, ja que suposen una font de difusió de l'art. Una de les primeres fires conegudes va ser la celebrada al Salone degli Innocenti de Galleria dell'Accademia de Florència, on el 1564 es van vendre 17 de 25 quadres pintats en homenatge a Miquel Àngel després de la seva defunció. El 1737 es va obrir la mostra biennal del Saló Carré del Louvre, organitzada per l'Académie Royal d'Art, primeres fires obertes a un públic majoritari. Ara com ara destaquen: la Biennal de Venècia, la Documenta de Kassel, la Biennal de São Paulo, la Triennal de Milà, la fira ARCO de Madrid, la FIAC de París, ArtBasel de Basilea.
El col·leccionisme és una activitat, en general d'índole privada, destinada a la creació de col·leccions d'obres d'art. De sempre, l'home ha sentit fascinació per l'art, fet que l'ha portat a l'adquisició d'obres d'art, per gaudi personal o com a inversió econòmica. El col·leccionisme va començar de forma àmplia a l'antiga Roma, fruit en general de botins de guerra dels països conquerits. Durant l'edat mitjana va ser comú l'acumulació de béns de peces de valor com orfebreria, obres d'ivori i banús. L'apogeu del col·leccionisme es va produir al renaixement, quan nobles i mecenes van encarregar i van adquirir gran nombre d'obres d'art per als seus palaus i vil·les. Circumscrit en principi a l'aristocràcia, des del segle xviii el col·leccionisme va passar també a la burgesia i als rics homes de negocis, ja que l'art tenia aleshores un marcat component d'ostentació social. Des d'aleshores, la figura del col·leccionista privat ha estat fonamental per a l'èxit del mercat artístic.

## Educació artística
L'educació artística ajuda a les persones a conèixer-s millor a si mateixes i a desenvolupar el seu interior mitjançant la creativitat i les arts, ja que està estretament lligada a l'educació socioemocional. És també una eina d'integració en la societat, fent especial referència en el cas de l'educació musicosocial.
Permet connectar amb els sentits, els sentiments i les emocions amb activitats artístiques com el dibuix, la pintura, el cant, la dansa, etc. No només ajuda en l'àmbit emocional, expressiu i d'autonomia sinó també en l'àmbit cognitiu.
Aquesta educació es troba a les aules i és important que hi sigui present des de la infància perquè permet treballar amb la diversitat i augmentar les competències de l'individu.